# Xerez Club Deportivo
El  Xerez Club Deportivo, S. A. D. es un club de fútbol español con sede en la ciudad de Jerez de la Frontera. Fue fundado en 1947 y actualmente milita en el Grupo 4 de la Segunda RFEF, cuarta categoría del fútbol español.

## Denominación
Cuando el Reino de Castilla tomó Jerez el 9 de octubre de 1264 a los musulmanes en el periodo conocido como la Reconquista, la ciudad pasó a denominarse Xerez, representando el fonema /ʃ/ (que acabó evolucionando en el actual /x/) con la letra x. Al poco tiempo se añadió de la Frontera al encontrarse en la Frontera con el Reino de Granada y ser escenario habitual de escaramuzas y enfrentamientos entre ambos reinos. Más de dos siglos después, tras la conquista de Granada en 1492, Xerez pierde su condición de ciudad fronteriza definitivamente, pero no pierde la denominación.
Al primer club de fútbol existente en la ciudad, el Jerez Football Club, le continuó el Xerez Fútbol Club, que recuperó el grafema clásico x en lugar de la j moderna; sin embargo, la pronunciación es la misma. El Jerez Club Deportivo, descendiente directo del anterior, decidió rendirle homenaje a instancia del expresidente Pablo Porro Guerrero, a través de dos medidas. La primera de ellas fue el cambio de camiseta a la usada por el primer club, al pasar de camiseta de rayas blancas y azules verticales a una lisa azul. Esta equipación es la equipación actual y únicamente se diferencia de la del Xerez Fútbol Club en que este utilizaba medias negras. La segunda medida fue la recuperación del grafema x, pasando a ser Xerez Club Deportivo. El 29 de septiembre de 1992 el club se transformó en Sociedad Anónima Deportiva y pasó a la denominación definitiva actual: Xerez Club Deportivo Sociedad Anónima Deportiva.

## Historia

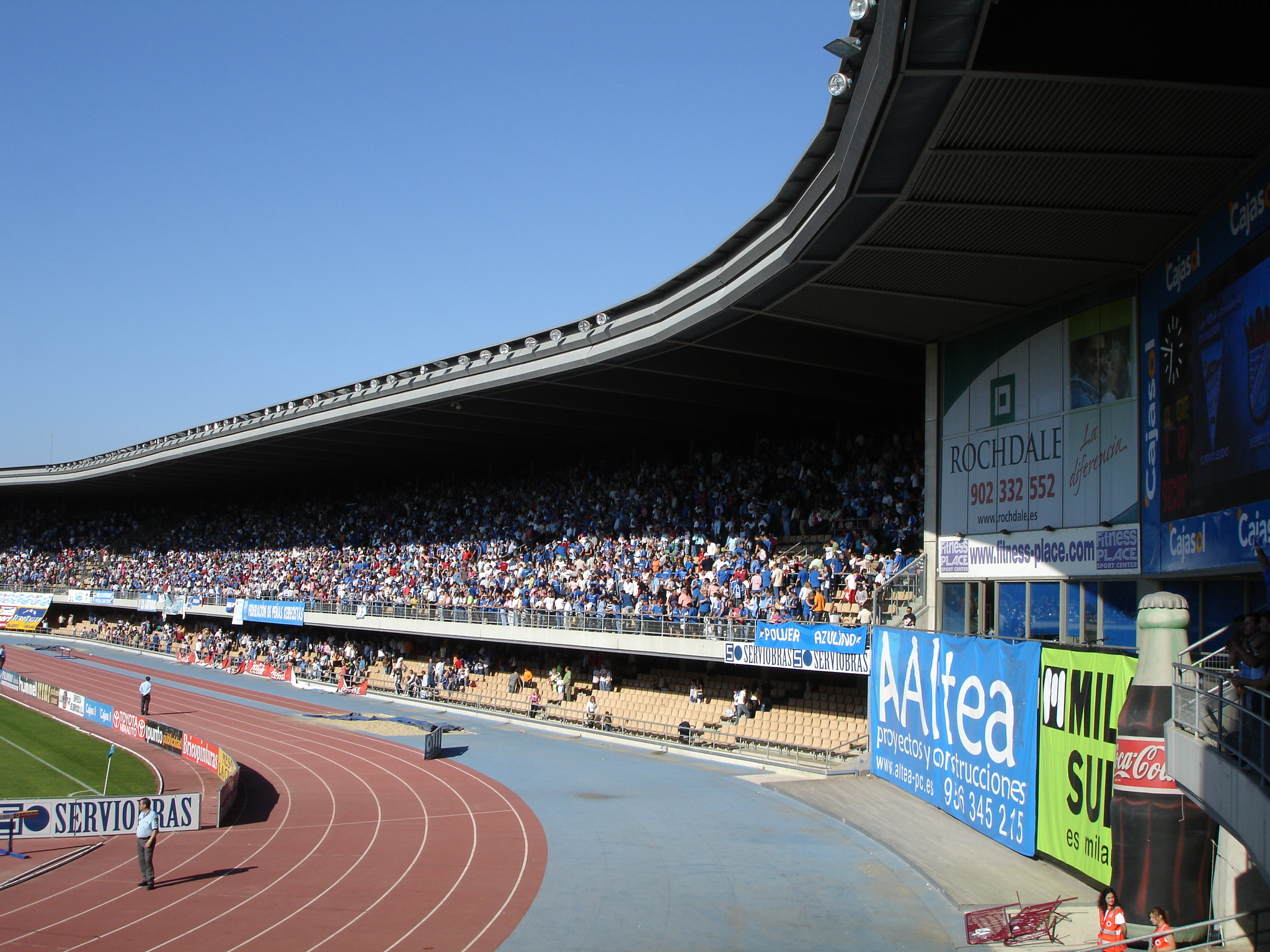
Grada del Estadio Municipal de Chapín, temporada 2007-08.

### Inicios
Debido al vínculo que Jerez estableció con el Reino Unido por medio de la exportación de su vino, el jerez (conocido allí como sherry), a tierras inglesas, muy pronto se comenzó a practicar el fútbol de forma informal en la ciudad. La primera anotación de fútbol en Jerez data de uno de noviembre de 1870 y apareció en el diario "El Progreso"; dice lo siguiente: "Sabemos que hoy se jugará una partida de Cricket, en el sitio inmediato del hipódromo, cuyo espectáculo empezará a las doce en punto de la mañana. Por la tarde gozarán los aficionados a porrazos de un rato de foot-ball".Otras primeras anotaciones aparecidas en publicaciones jerezanas sobre fútbol datan de 1876 y 1884. En la primera de ellas se puede leer "nuevo deporte de extrañas reglas y complicadas palabras extranjeras", en la segunda anotación se lee "divertimentos de empleados de firmas exportadoras inglesas radicadas en Jerez aficionadas al goal".
En años sucesivos se habla de una sociedad de football en Jerez, pero debido a la poca importancia que tenía el nuevo deporte no se hacen muchas referencias a ella. La alusión más clara es de 1887, cuando aparece una noticia que relata que "la sociedad jerezana" pagará el desplazamiento de unos marinos ingleses desde el puerto de Cádiz hasta Jerez para realizar un encuentro amistoso.

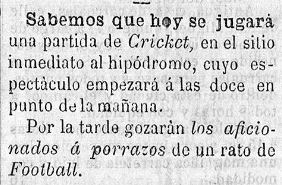
Diario El Progreso del 1 de noviembre de 1870.

### Xerez Fútbol Club

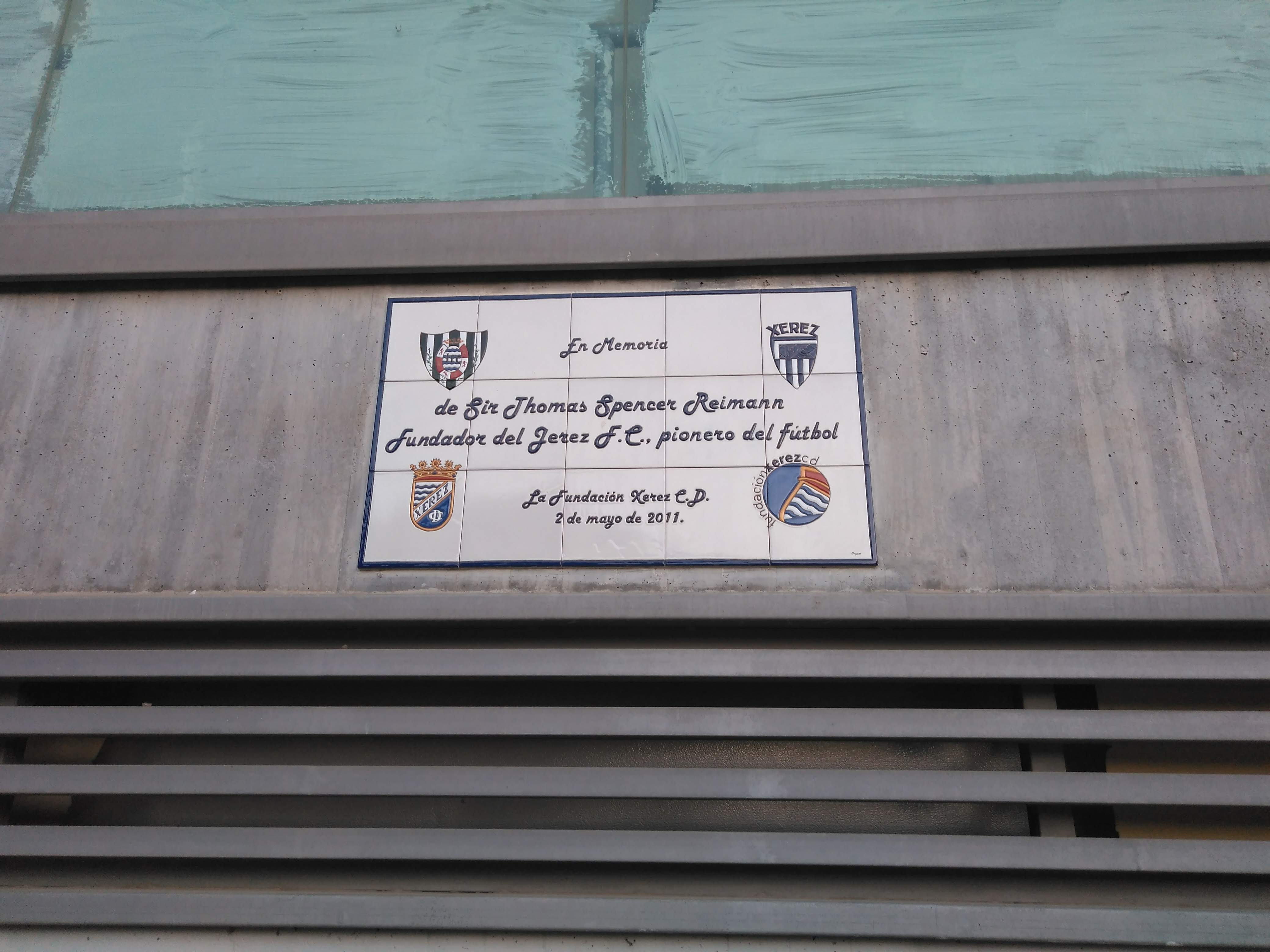
Placa en honor de Sir Thomas Spencer.

Unos años más tarde aparece el gran introductor del fútbol en Jerez, Sir Thomas Spencer, empleado de la Bodega William & Humbert. Fue creador, presidente, jugador y capitán de la "Sociedad Jerez Foot-Ball Club". Esta fue la primera sociedad de la que se tienen claras referencias en Jerez y data de 1907. Comenzó con una sencilla equipación blanca, pero pronto cambió a colores azul y blanco. Otros equipos primerizos jerezanos fueron el "Fortuna Foot-Ball Club" (rayas amarillas y negras) en 1908, al que absorbió más tarde la Sociedad Jerez; el "Jerez Balompié" (rayas azules y granas) en 1912, y el "España-Mundo Nuevo F.C." (rayas rojas y blancas) en 1913. Otros equipos al que se hacen referencias en periódicos de la época son el "Jerez Bote Club", el "Racing Jerezano", el "Club Deportivo Hércules de Jerez" y "Jerez Sporting Club", pero debido a sus cortas vidas no se tienen demasiadas referencias sobre ellos, salvo menciones aisladas.
Pese a esta proliferación de equipos, la Sociedad Jerez Foot-Ball Club era el equipo más importante de la ciudad y, debido a la diversa forma de hacer referencia a su nomenclatura en los periódicos de la época, se le nombra como Jerez, Xerez, Xerez F.C., Jerez F.C. o Xerez Club. Pronto llegó la fusión con el "Fortuna F.C." y su actividad fue intermitente. Se duda si fue creado incluso antes del año 1907 y la sociedad jerezana aludida en 1887 en encuentro con "marinos ingleses" fuera esta misma sociedad.
Una de las refundaciones más importantes que tuvo el equipo fue en diciembre de 1933, con José Manuel Domecq Rivero como presidente. Se designó el campo de fútbol de Villa Mercedes como local, se anunció la construcción del Estadio Domecq y esta vez el nombre oficial fue Xerez Fútbol Club. Los hitos más importantes de este equipo fueron jugar en dos ocasiones la fase de ascenso a Primera División y llegar a cuartos de final de la Copa del Rey (1943), donde fue eliminado por el Real Madrid.

### Fundación del Xerez Club Deportivo y primeros años

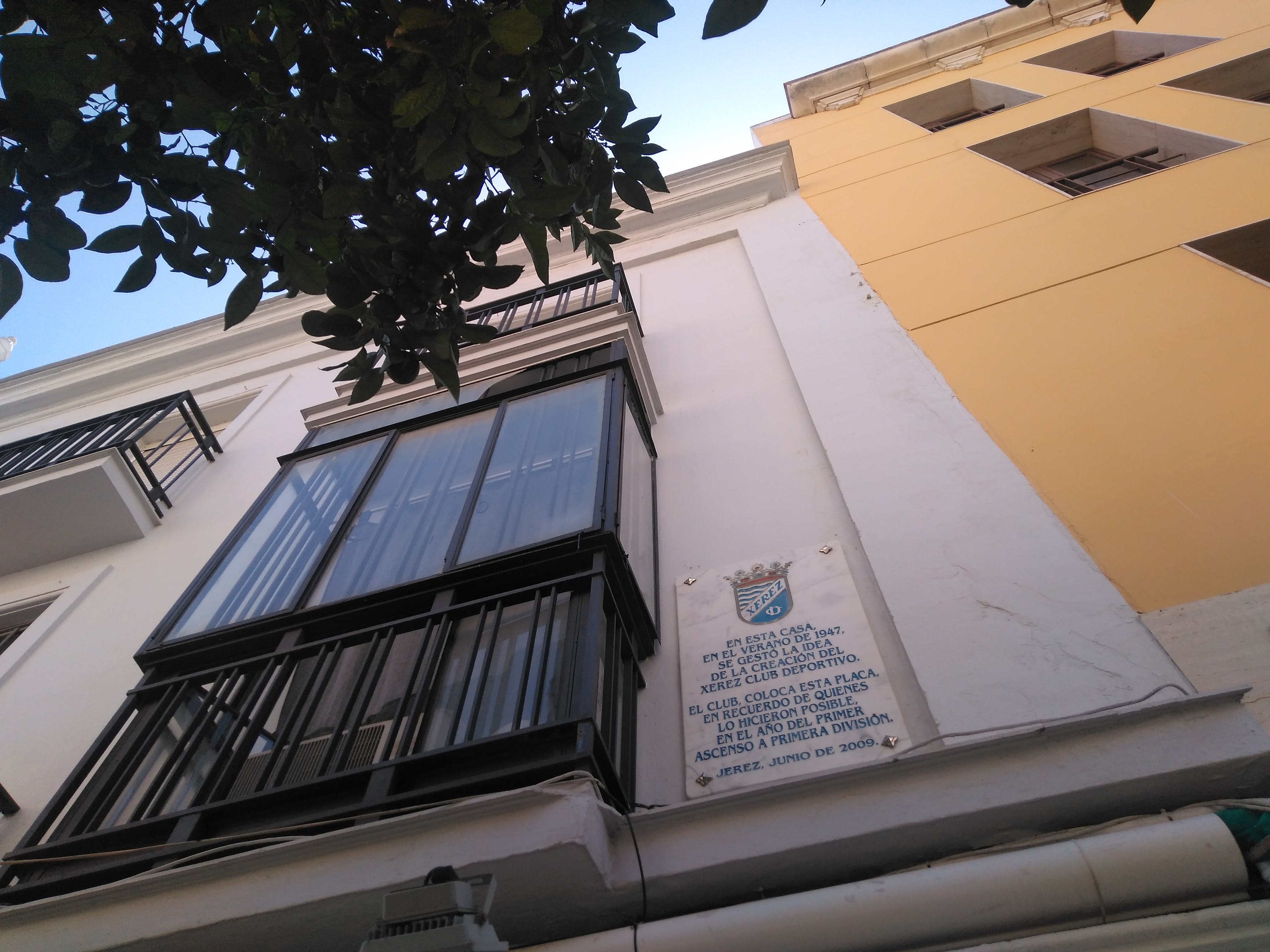
Placa en homenaje a la Fundación del Xerez CD.

El 4 de junio de 1942 se constituyó el Club Deportivo Jerez como filial del Xerez Fútbol Club. Ambos clubs compartían dependencias y estadio. Destaca de aquella época sus trofeos pichichi consecutivos en segunda división en 1943/44 y 1944/45 por Pato Araujo, estado el equipo cerca de subir a primera.
Después de su marcha, y debido a la conjunción de malos resultados deportivos y económicos, el 26 de agosto de 1946 se anuncia la desaparición del Xerez Fútbol Club, y la directiva se reorganiza al frente del equipo filial Club Deportivo Jerez que quedó como equipo independiente. El 24 de septiembre de 1947 se refunda el club con el nombre de "Jerez Club Deportivo". El 21 de agosto de 1963 se le cambia el nombre por el de "Xerez Club Deportivo" en honor al Xerez Fútbol Club original, que a su vez hace referencia al nombre de la ciudad tras la reconquista cristiana.
El actual club tomó, de forma escrupulosa y al contrario que la mayoría de clubes de fútbol que ignoran las nuevas refundaciones, la fecha de septiembre de 1947 como fecha fundacional del mismo. En realidad podría haber tomado como fecha fundacional cualquiera de las anteriores fechas importantes, ya que la historia del fútbol en Jerez desde la llegada del mismo ha sido un gradual trasvase a través de diferentes personas que iban tomando el relevo. Si la sociedad deportiva hubiera tomado la misma decisión que la mayoría de clubes de fútbol, podría haber tomado 1876 como fecha fundacional, porque ya existía entonces la "Sociedad de Foot-ball" de Jerez, 1907 o 1911 con la fundación de la "Sociedad Jerez Foot-Ball Club", 1914 por la fusión con el "Fortuna Foot-Ball Club", 1922 por la primera reaparición del Jerez FC, 1933 por la segunda reaparición del mismo, o 1946 cuando se intervino al CD Jerez.

#### Años 1950
Esta es una de las décadas doradas de la historia del xerecismo. Después de la imposibilidad de subir a Segunda División en los 40 debido al "alto interés nacional" del régimen dictatorial, que decidió subir al España de Tánger, asciende y se le permite jugar por primera vez en Segunda División (1953-1954), en la que se consigue permanecer cinco años consecutivos destacando fichajes como el de Rafa Verdú (a la postre figura destacada en la gestión del club). Se disputa el primer derbi Jerezano en competición oficial entre el Jerez CD y el Jerez Industrial (1958).
También hay que reseñar la creación del Trofeo de la Vendimia, en cuya primera edición (1952) el FC Barcelona venció por 6 a 3 al Jerez C.D.
Se consiguieron dos campeonatos de Segunda División B de España.

#### Años 1960
Le costó al Jerez recuperar la segunda división a pesar de ser el dominador de tercera en esta década, en la que obtuvo dos campeonatos y cuatro subcampeonatos; y solo en 1967 tuvo un paso fugaz por la categoría de plata del fútbol español, en la que permaneció una sola temporada.
Se cambia el nombre de Jerez C.D. por el de Xerez C.D.

#### Años 1970
Otro campeonato de Tercera se consiguió, que llevó al equipo de nuevo a segunda división, pero la alegría solo duró una temporada. En la temporada 1973-1974 se estuvo cerca de los puestos de descenso, lo que hubiera sido un gran freno en las aspiraciones del Xerez. Se remodeló el sistema de divisiones y el Xerez pasó a la Segunda B.

#### Años 1980
Se consiguen dos campeonatos de Segunda B, y los dos tienen el premio del ascenso a Segunda. El primero de nuevo fue un paso efímero, pero el segundo conseguido con un gol de Antonio Poyatos fue el inicio de una época dorada de 5 años en la que en momentos puntuales se luchó con los equipos de la zona alta de la tabla.
El Xerez ficha por primera vez en su historia a un jugador de raza negra, “El Pantera” Benítez.
En 1988 se deja el mítico Stadium de Domecq para pasar a jugar al Estadio Municipal de Chapín, que fue inaugurado en un partido ante el Real Madrid.

#### Años 1990
Le costó al Xerez salir de la Segunda División B, aunque en una temporada histórica y con jugadores de la zona, en la 1996/97, se consiguió uno de los ascensos más esperados ante el Gramanet, que solo sirvió para permanecer durante una temporada en Segunda División.
En 1992 el Xerez se convierte en Sociedad Anónima Deportiva, por lo que el club dejaba de pertenecer a los socios y pasa a mano de los accionistas.
En la temporada 1994-95 se consigue la primera victoria en el Estadio Carranza, con gol de Javi Peña.
En 1997 el empresario Luis Oliver se hace con la presidencia del club, subiendo al equipo de Segunda División B a Segunda, aunque sus iniciales buenas relaciones con el Ayuntamiento se fueron deteriorando.

### SigloXXI

#### Década del 2000

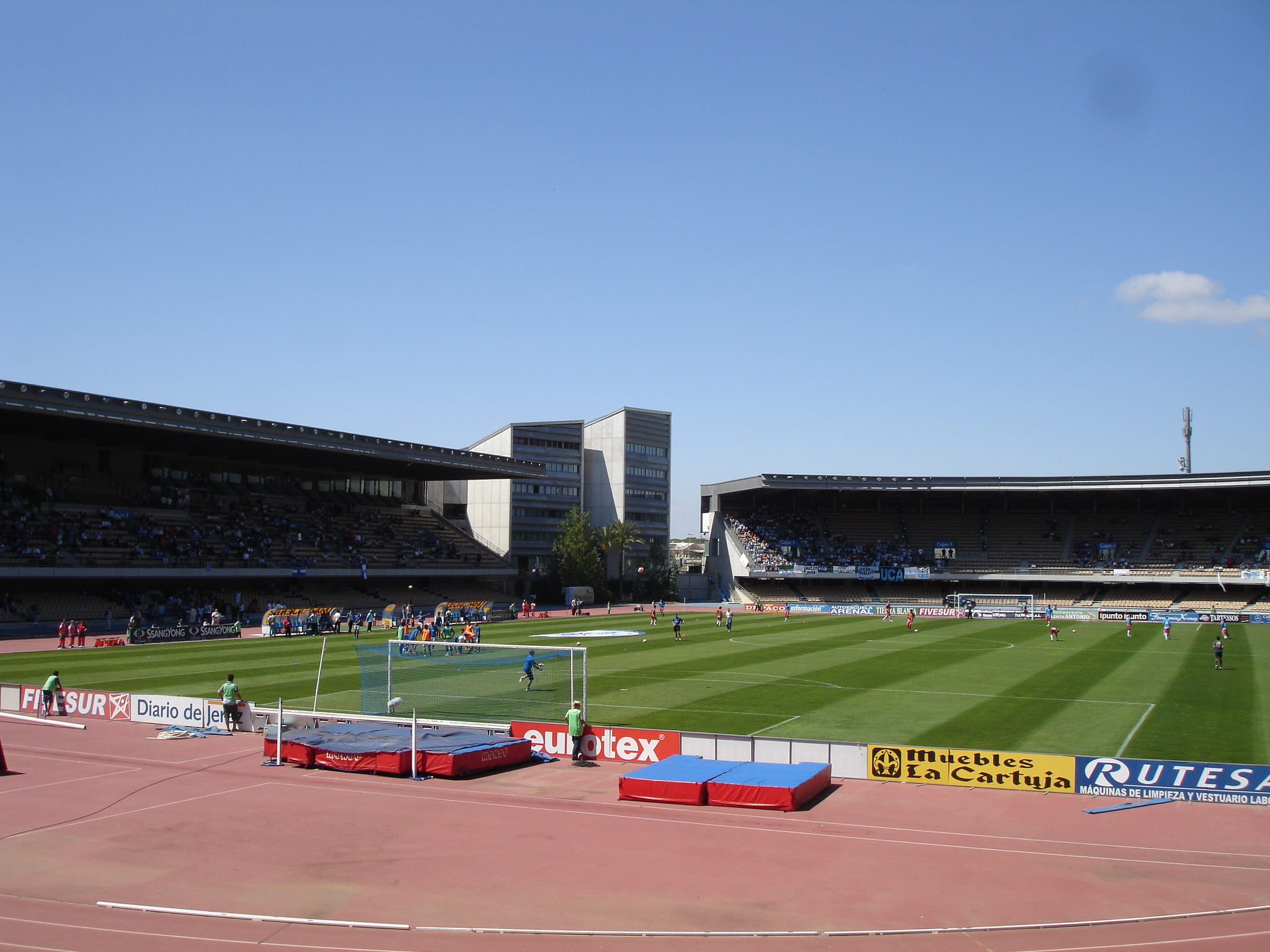
Terreno de juego y hotel.

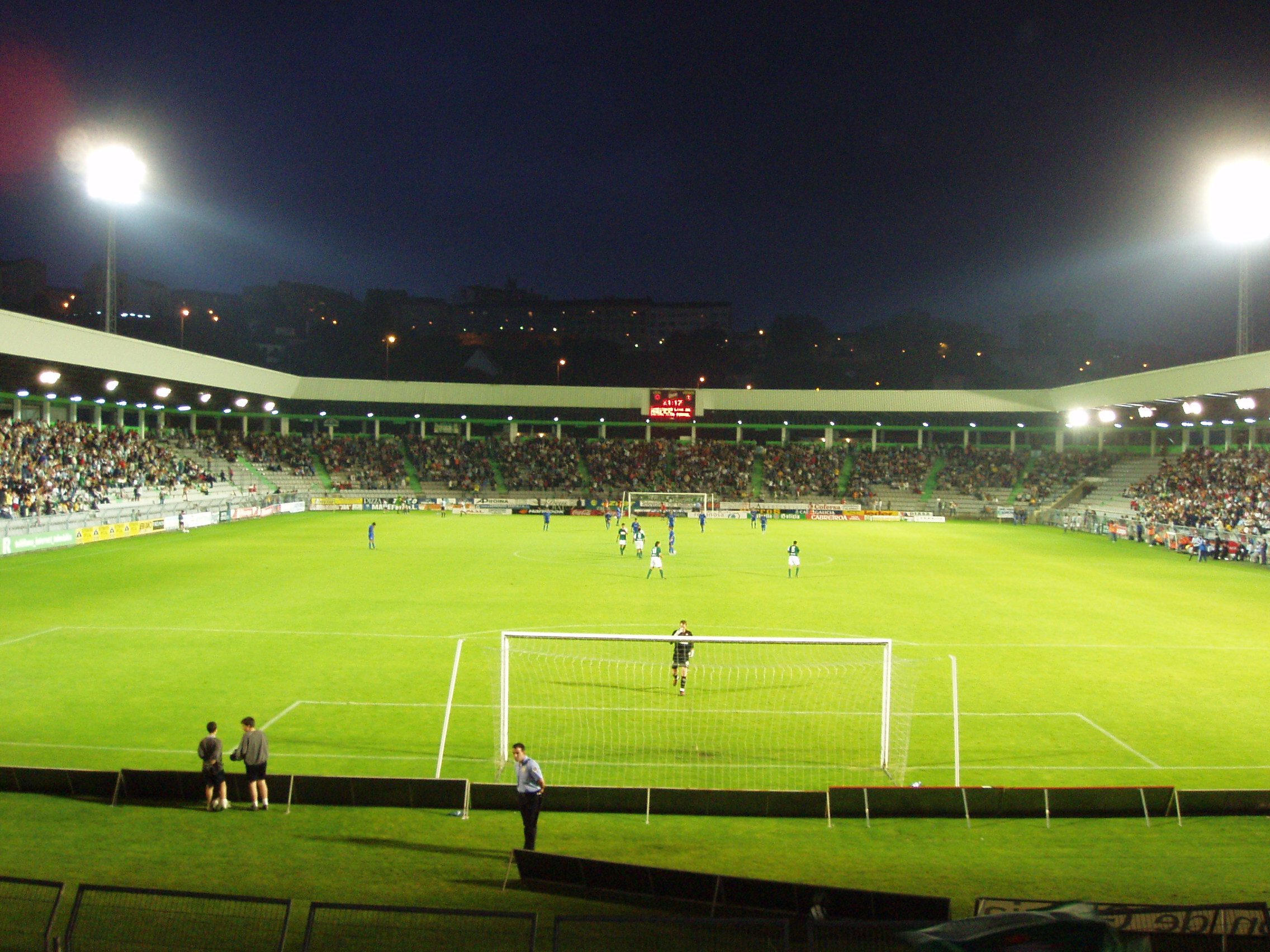
Partido entre el Racing de Ferrol y el Xerez CD disputado en 2005.

Con el año 2001 llegó un nuevo ascenso del Xerez a Segunda, consumado con una victoria ante el CD Toledo por 2-0 en el Municipal de Chapín, éxito que provocó una enorme invasión de campo por parte de los aficionados. Se abría una nueva etapa para la entidad xerecista, que desde el primer momento buscaría el éxito en la división de plata del fútbol español. 
Por otro lado, en el plano extradeportivo el Ayuntamiento denunciaba a Luis Oliver, máximo accionista y presidente de la entidad.
Durante la temporada 2001-02, la primera después de su regreso a la categoría, el Xerez estuvo muy cerca de conseguir el ascenso a la Primera División de España, con Bernd Schuster como entrenador. Sin embargo, la precaria situación económica del club, que mantuvo a los jugadores sin cobrar y obligó al equipo a jugar muchos partidos como local en Sanlúcar de Barrameda, influyó decisivamente en una caída estrepitosa en las últimas 8 jornadas de Liga, en las que solo fue capaz de conseguir 4 puntos, desaprovechando un colchón muy importante de puntos con respecto al cuarto clasificado. Finalmente, el 19 de mayo de 2002, el Xerez perdía por 2-1 frente al Recreativo de Huelva, que entrenaba Lucas Alcaraz, diciendo adiós definitivamente al ascenso.

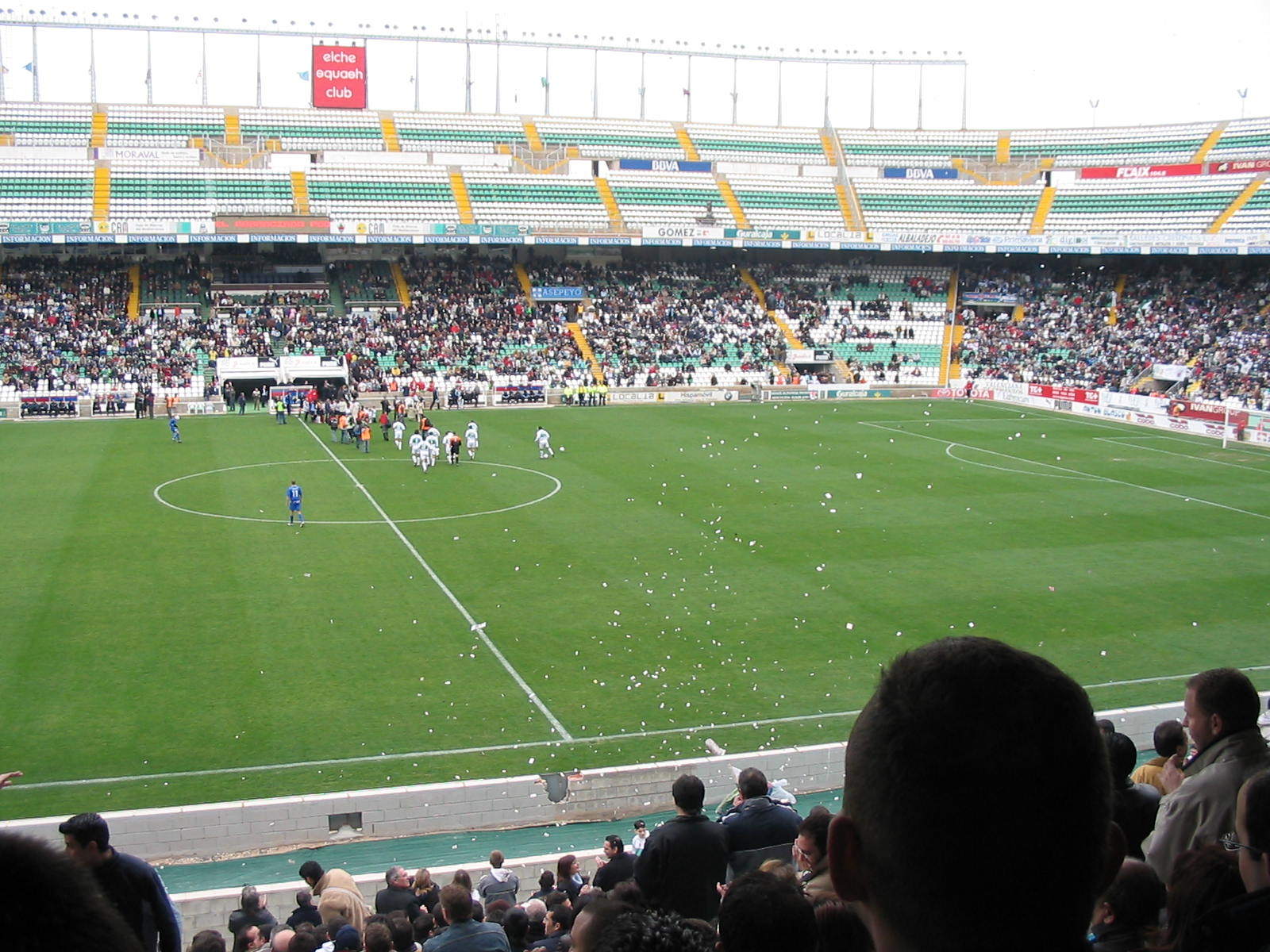
Partido con el Elche CF.

En las temporadas posteriores se afianzó como uno de los siempre aspirantes al ascenso de categoría e imponiéndose como uno de los equipos más fuertes del campeonato (a pesar de mantenerse entre penurias económicas que incluso obligaron a los jugadores a aparecer semidesnudos en una revista como señal de protesta).En la temporada 2005-06, entrenado por Lucas Alcaraz, logró ser campeón de invierno para luego caer en una inexplicable racha negativa y acabar séptimo la Liga. Situación similar se vivió en la temporada 2006-07, con Pepe Murcia en el banquillo, donde el equipo ocupó puestos de ascenso entre la 3.ª y la 17.ª jornadas, pero volvió a desinflarse en la segunda vuelta y terminó como 9.º clasificado.

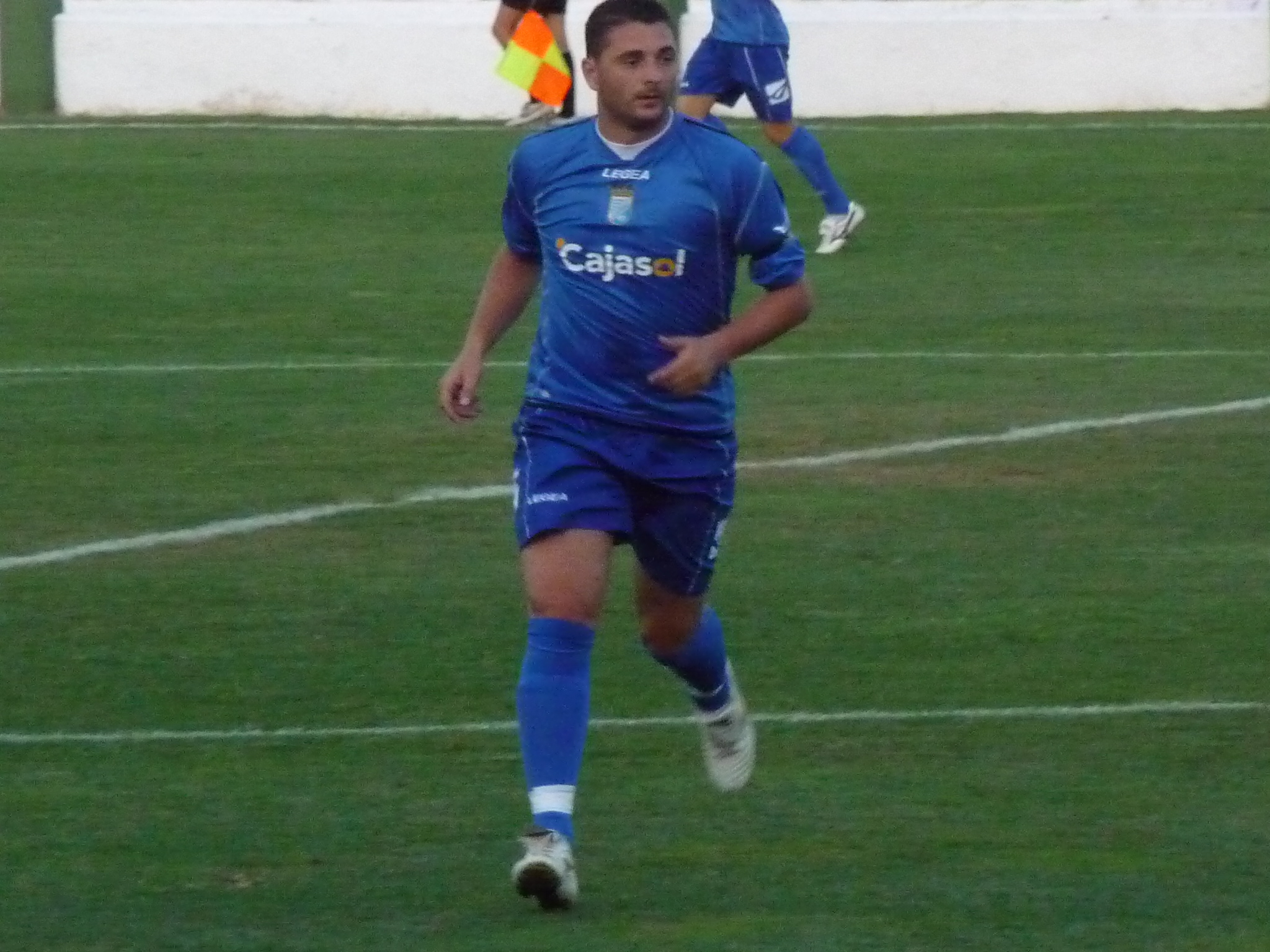
Emilio Viqueira.

Durante la temporada 2007-08, el Xerez permaneció en zona de descenso 28 jornadas. El día 12 de enero de 2008, tras una contundente derrota frente a la Unión Deportiva Las Palmas (0-3) y 10 partidos sin ganar, el presidente y máximo accionista del club Joaquín Morales presenta su dimisión en una rueda de prensa ante los medios de comunicación, la cual finalmente no se llegó a hacer efectiva. El entrenador, Juan Martínez Casuco (que previamente había sustituido en el cargo al dimisionario Miguel Ángel Rondán), fue cesado tras perder con el Numancia (0-3) en la 24.ª jornada. Su sucesor fue un Esteban Vigo que, a pesar de hacerse cargo de un equipo que parecía desahuciado y comenzar con 3 derrotas consecutivas, logró salvar al Xerez del descenso en la última jornada, después de conseguir 8 victorias consecutivas de local (récord histórico del club). Esa temporada, el delantero xerecista Yordi consiguió los trofeos Pichichi y Zarra de la Segunda División, con 20 tantos anotados, 9 de ellos de penalti.

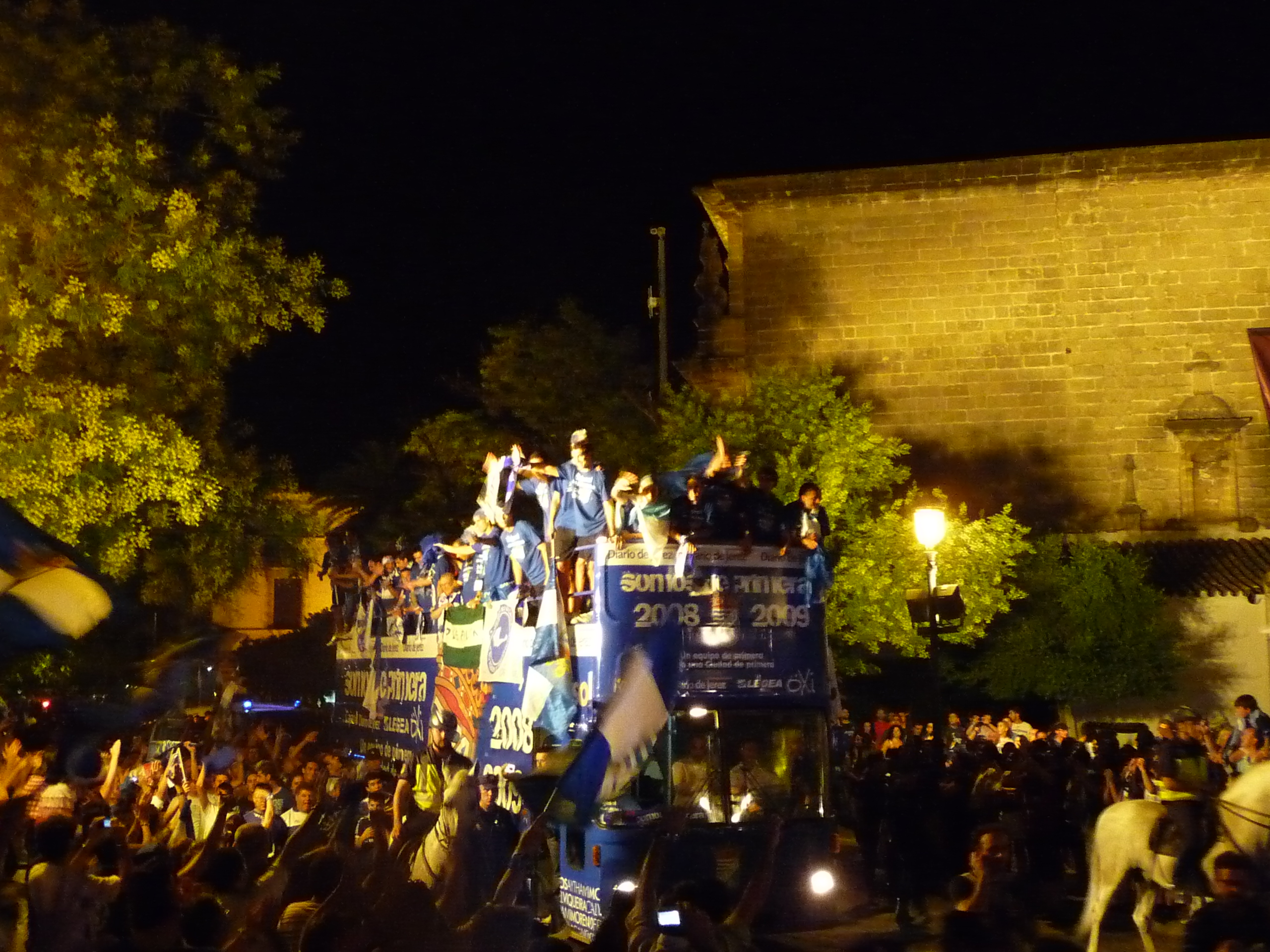
Celebración del ascenso.

El 19 de junio de 2008, el máximo accionista y presidente de la entidad, Joaquín Morales, anunció en rueda de prensa la venta de su paquete de acciones a Francisco Garrido, empresario natural de Espera aunque afincado en Jerez. No obstante, dicha venta no llegó a realizarse y el máximo accionista Joaquín Morales empezó la negociación de la compraventa del club con el empresario sevillano y exconsejero del Real Betis Balompié, Francisco Nuchera. El acuerdo definitivo se hace oficioso el 12 de septiembre de ese mismo año, a pesar de que el Xerez no da a conocer detalle alguno de la negociación debido a la falta de las firmas ante notario.
La alcaldesa de Jerez, Pilar Sánchez, anuncia en rueda de prensa que el Ayuntamiento de Jerez seguirá prestando su apoyo al club. Esta operación finalmente no se produjo, siguiendo Joaquín Morales como máximo accionista azulino.

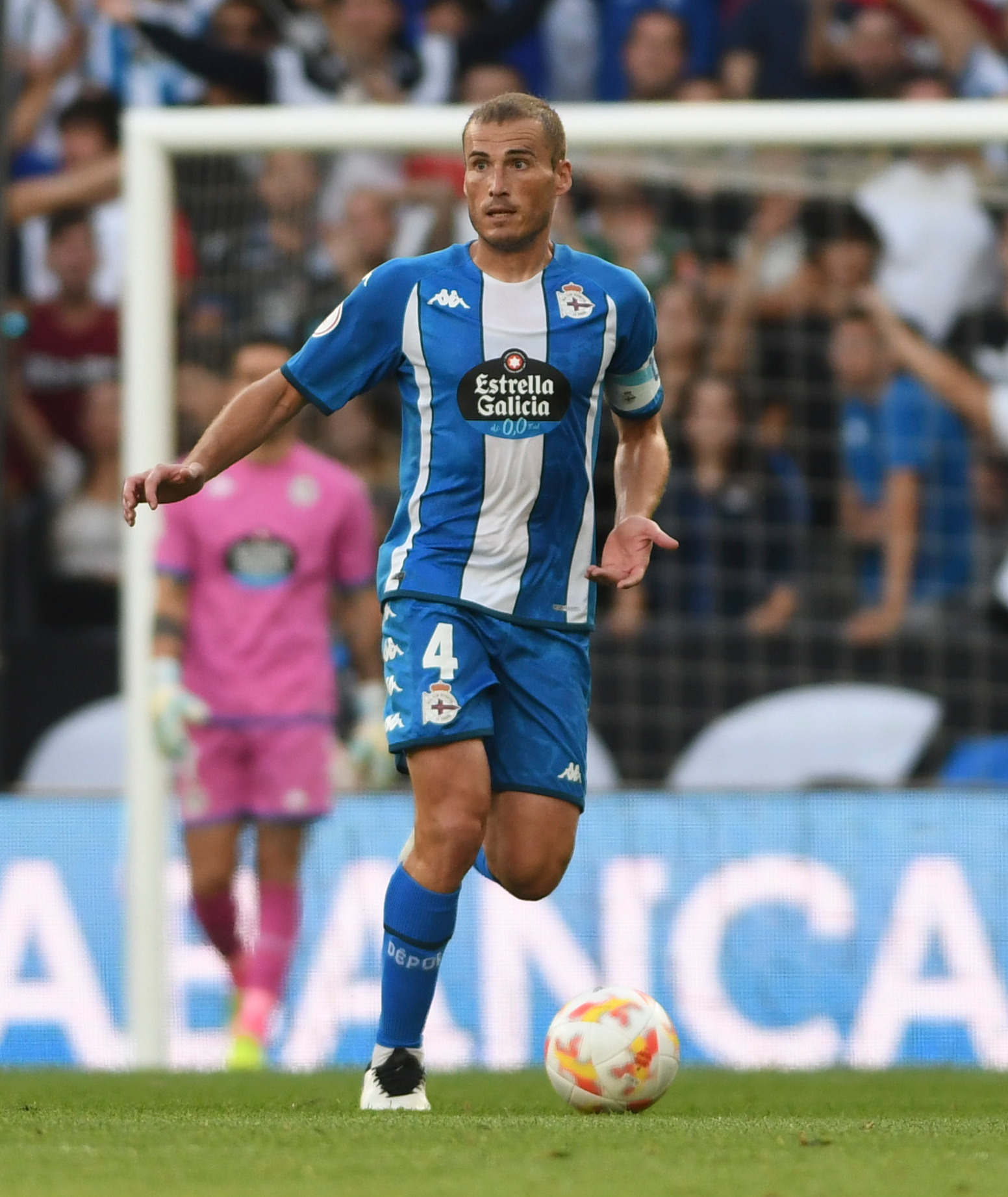
Álex Bergantiños fue titular en el partido del histórico ascenso a Primera División en la temporada 2008-2009.

Después de esta salvación "in extremis", en la temporada 2008/09, tras un excelente inicio, el Xerez da la sorpresa y termina la primera vuelta como campeón de invierno y encontrándose en puestos de ascenso a Primera División como líder de la categoría. Algunos profesionales calificaron al equipo como una de las mejores plantillas de la historia del club.
El 19 de marzo de 2009, el coordinador de la cantera y exportero del equipo, Carlos Osma, se convierte en nuevo Presidente, sustituyendo al hasta entonces presidente Joaquín Bilbao, que renuncia a su cargo tras verse implicado en un altercado por el que debe prestar declaración ante el juez, tras lo cual es puesto en libertad sin cargos.
El 30 de mayo de 2009, el equipo dirigido por Esteban Vigo, tras una espectacular temporada, deja prácticamente finiquitado el ascenso a Primera tras imponerse por 3-0 al Eibar, y que finalmente lograría matemáticamente el 13 de junio al vencer al Huesca en casa por 2-1. Además, en la última jornada, el equipo consigue acabar como campeón de Segunda División. Sin duda fue un éxito totalmente inesperado, puesto que el equipo andaluz había logrado la permanencia en la temporada anterior de milagro y se encontraba con una importante falta de fichajes antes de empezar la nueva campaña.
Sin embargo, poco después llegaría una mala noticia para la afición xerecista: Esteban Vigo, el entrenador considerado principal artífice del ascenso, no recibe propuesta de la directiva para su renovación y se marcha al Hércules CF. Eso provoca protestas e incidentes contra el máximo accionista de la entidad, Joaquín Morales.

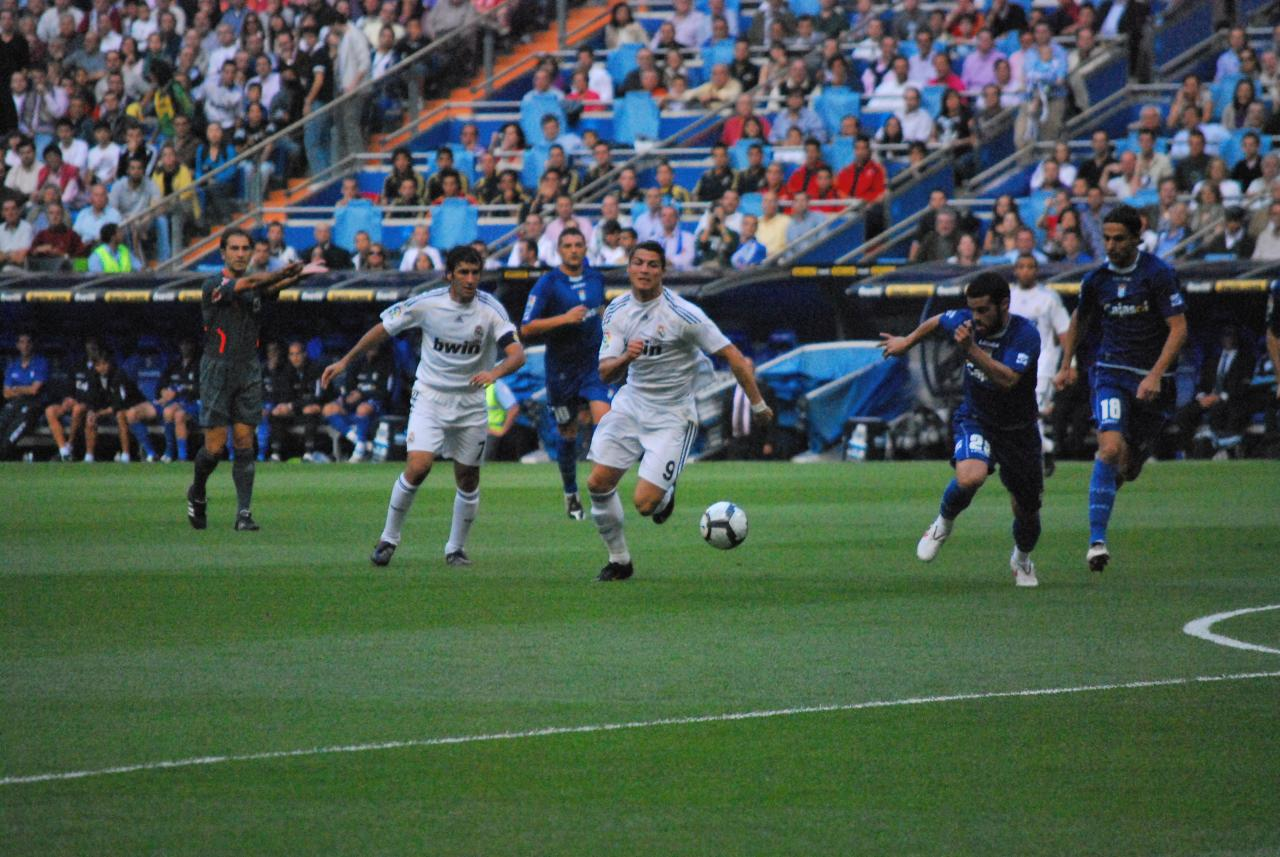
Partido de Primera división en el campo del Real Madrid.

El 15 de julio de 2009 se inscribe en el registro de Sevilla la Fundación Xerez Club Deportivo, independiente de la Sociedad Anónima, y entre cuyos objetivos destacan los fines sociales tales como la difusión de valores deportivos en la juventud a través de la gestión de la cantera, la difusión de la historia del fútbol en Jerez y la gestión de futuras infraestructuras vinculadas a la utilización deportiva. Los once patronos de la fundación se distribuyen de la siguiente forma: cuatro elegidos por el Xerez Club Deportivo, dos elegidos por Ayuntamiento de Jerez, un diputado jerezano elegido por la Diputación provincial de Cádiz, un representante de los jugadores veteranos del Xerez Club Deportivo, dos representantes de la Federación de Peñas y uno de la Agrupación de Peñas. El primer Presidente del Patronato de la Fundación Xerez Club Deportivo fue Juan Carlos González Benítez.

#### Década de 2010
En enero de 2010 es destituido el entrenador José Ángel Ziganda por los malos resultados del club en su estreno en la Primera División (solo contaba con 7 puntos en 18 partidos), como precedente a la llegada de un nuevo dueño del club, aunque Antonio Poyatos tuvo que ejercer como técnico interino durante una jornada. No obstante, tras un movido final en lo extradeportivo de 2009, un grupo empresarial argentino dirigido por Federico Souza se hace con la mayoría de las acciones de Joaquín Morales, máximo accionista del club desde el año 2004, el 15 de enero de 2010, vendiendo el resto a otros dos grupos empresariales españoles. El entrenador escogido fue Néstor Raúl Gorosito, quien consiguió cambiar la cara al equipo e iniciar una racha positiva de resultados.
Sin embargo, pese a que el conjunto jerezano logra mantenerse en la lucha por la permanencia hasta la última jornada, finalmente sella su descenso a la Segunda División tras empatar 1-1 contra Osasuna, ya que el Xerez necesitaba ganar ese partido y que tres de los cuatro equipos implicados en el descenso perdieran sus respectivos partidos. Parte de la ecuación se cumplió, pero finalmente no pudo completarse el milagro. Destacar que la afición osasunista se hermanó con la del club jerezano y en todo momento la afición rojilla apoyó al Xerez hasta el último instante para conseguir su permanencia, tanto dentro como fuera del campo, algo que los propios jugadores de Osasuna no entendían.
Con el regreso a Segunda, el Xerez entra en una nueva etapa. El club pasa a ser dirigido por los administradores concursales, con Emilio Viqueira accediendo al cargo de director deportivo y Javi López como nuevo entrenador. En cuanto a la plantilla, el descenso de categoría y de presupuesto tiene como consecuencia que varios puntales de los últimos años abandonen el equipo, como Momo, Francis o Aythami. En su lugar llegan principalmente jugadores experimentados como Pablo Redondo, Barber, José Mari y Gerard Autet, que ya había jugado en el club en temporadas anteriores.
Al fin, tras una gran inestabilidad, se formó un nuevo Consejo de Administración, el 23 de febrero de 2011, con Antonio Millán Garrido a la cabeza, como presidente, hombre de confianza para la afición azulina. Como vicepresidentes y principales consejeros fueron nombrados Joaquín Bilbao Nadal y Rafael Mateos.
La temporada 2010-11 finaliza con el equipo en octava posición, aunque había alcanzado a mitad de campaña la cuarta posición, quedándose finalmente a tan solo seis puntos de clasificarse para jugar el "play-off" de ascenso a Primera. Este hecho, unido a la desconfianza de la afición, lleva al club a tomar la decisión de no renovar a Javi López como entrenador, y contratar a Juan Merino, procedente del Recre, para desempeñar tal cargo en la temporada 2011-12; dándole así la oportunidad de debutar como entrenador, pues hasta entonces había ejercido de segundo entrenador en el Decano y había obtenido recientemente la titulación. Sin embargo, su debut no fue el deseado, y tras un mal inicio de liga, con el equipo a tres puntos del descenso, Merino fue destituido tras la decimosexta jornada. El sustituto elegido fue el hasta entonces segundo entrenador y exjugador del equipo, Vicente Moreno, que tras dos jornadas a prueba fue confirmado como entrenador del equipo hasta final de temporada.
A principios de 2012 se supo que la deuda del club ascendía a casi 29 millones de euros. El 11 de enero de 2012, se anuncia que el arquitecto sevillano Jesús Gómez Martos ha comprado la mayoría de las acciones del club azulino por 1.800.000 €. Dos días después, fue nombrado nuevo presidente de la entidad. Sin embargo, las relaciones entre el nuevo presidente y el entrenador y el director deportivo se enturbiaron rápidamente. El 15 de febrero de 2012, apenas un mes después de su llegada, cesó en sus funciones por falta de pago.
En lo deportivo, el equipo reacciona con la llegada de Vicente Moreno al banquillo y poco a poco se aleja de la zona peligrosa de la clasificación, salvándose de forma matemática tras un 0-0 ante el FC Cartagena a falta de 4 jornadas para el final del campeonato.
A principios de julio de 2012, el Juzgado de lo Mercantil de Cádiz dicta un auto por el cual da por concluido el concurso de acreedores de la entidad, estado en el que entró en noviembre de 2009, tras llegarse a un convenio con los acreedores. Por lo tanto, los administradores concursales cesan en sus cargos y el poder vuelve al máximo accionista Joaquín Morales, cuya gestión fue condenada años más tarde vía judicial.

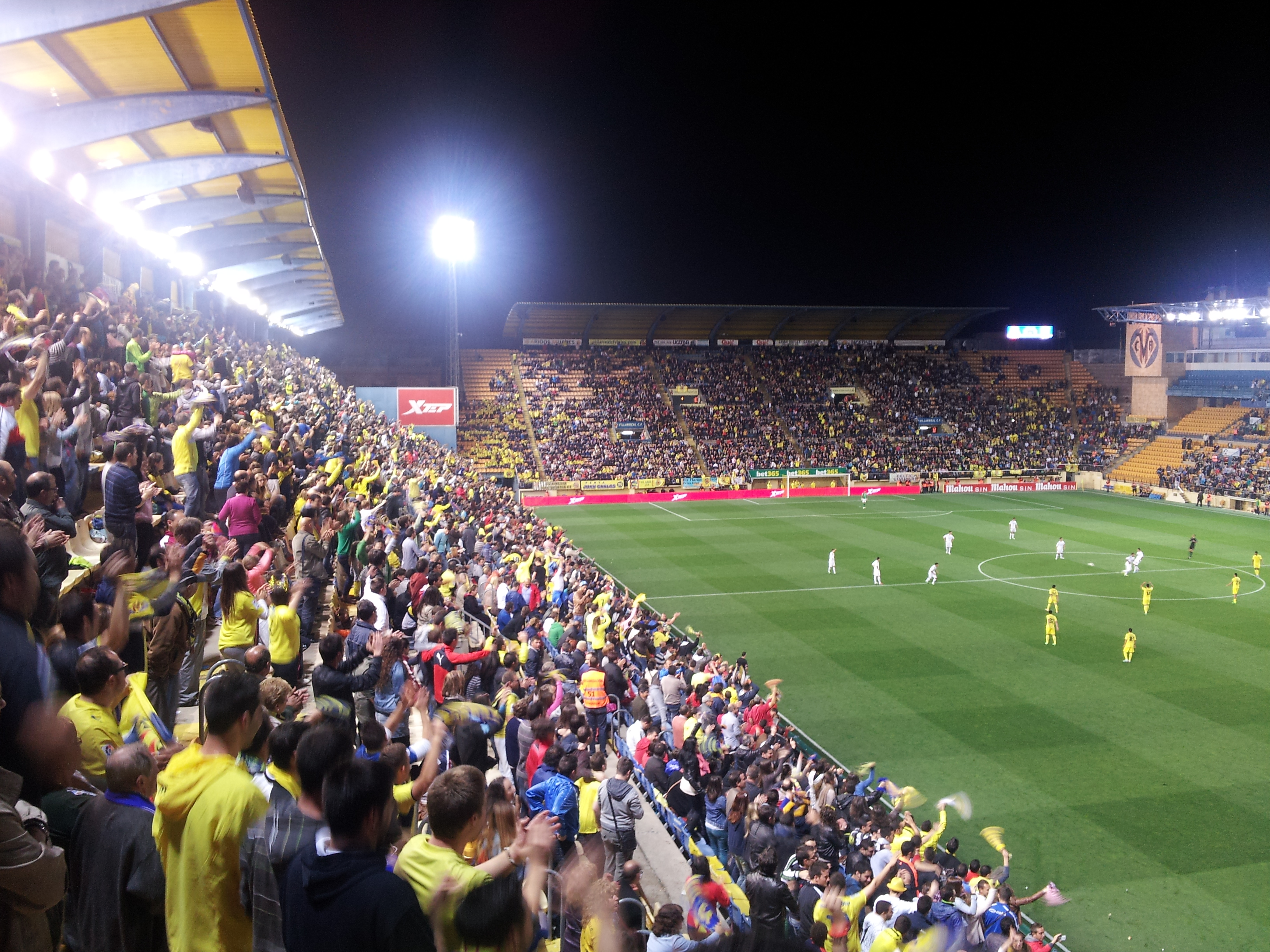
Partido disputado entre el Villarreal CF y el Xerez CD durante la Segunda División 2012-13.

Para la temporada 2012-13, se anuncia el regreso de dos viejos conocidos por la entidad azulina: Esteban Vigo (entrenador) y Miguel Ángel Rondán (director deportivo). Ambos formaron parte del Xerez que logró el ascenso a Primera y firman contratos a largo plazo con el club. Tras una primera parte de la temporada marcada por las irregularidades y las lesiones, una pésima racha de 14 jornadas sin ganar dejó al equipo colista y supuso la destitución del técnico malagueño. Su sustituto fue Carlos Ríos, cuyo objetivo fundamental era la permanencia.
El 26 de febrero de 2013 se conoce que el Xerez se encuentra al borde de la disolución, debido a la deuda de dos millones de euros contraída con Hacienda. Esto se une a los dos meses de impago a jugadores y proveedores.
El cambio de entrenador no supuso el revulsivo esperado y el equipo terminó certificando el descenso matemático a Segunda B con una derrota por 1-3 ante el Córdoba CF el 3 de mayo. Se ponía fin así a una etapa de 12 años en el fútbol profesional, probablemente la mejor época de la historia del equipo azulino.
El 28 de junio de 2013, nació el Xerez Deportivo Fútbol Club de la mano de varios grupos de xerecistas con el objetivo de reemplazar al Xerez CD, cuyo difícil momento económico le hace encontrarse al borde de la desaparición, habiendo pedido la LFP su disolución. Tras la celebración de un referéndum, el nuevo club sale a competir la temporada 2014/15 en la más baja categoría del fútbol español (4.ª Andaluza). Paralelamente, el 3 de julio de 2013, el máximo accionista Joaquín Morales Domínguez anuncia la venta del Xerez al Grupo Energy de Ricardo García, que pasa así a ser el accionista mayoritario El 12 de julio, se anuncia la contratación de David Vidal como nuevo técnico para las dos temporadas siguientes.
El 1 de agosto, AFE y LFP confirman pasada la medianoche, que el club no ha afrontado las deudas con los jugadores, por lo cual la RFEF debe proceder a efectuar el descenso del equipo a Tercera División. No obstante, la directiva recurre dicha decisión ante los tribunales. Por otro lado, el técnico David Vidal se desvincula de la entidad ante la caótica situación que atraviesa, y es sustituido por el hasta entonces preparador del filial, Paco Peña.
El 22 de agosto, en rueda de prensa, el Ayuntamiento de Jerez por medio del portavoz del gobierno municipal y primer teniente de alcaldesa, Antonio Saldaña, comunica que el Consistorio no tiene convenio de cesión de instalaciones de Chapín con el club, al no mostrar el plan de viabilidad que se le exigía ni el apoyo social necesario. Por lo tanto se le informa al club de que no podrá utilizar las instalaciones y en su lugar se le ofrece las instalaciones de La Granja para que el equipo dispute sus partidos. Desde entonces el Xerez tiene dificultades para disputar los encuentros en Jerez, teniendo que celebrar sus partidos en otros campos de la provincia.
En la mañana del 23 de agosto, el hasta entonces entrenador Paco Peña, abandona el proyecto tras solo diez días en el cargo. Era la segunda dimisión de un técnico en quince días. Su sustituto es Antonio Manuel Racero Cabello, 'Puma'.
Con todos estos vaivenes, el comienzo de la temporada en Tercera División es complicado, con tres derrotas consecutivas, hasta que en la cuarta jornada llega la primera victoria ante el Betis B. Aunque los resultados del equipo comienzan a mejorar, la situación institucional se resiente de las circunstancias, limitando al máximo la capacidad operativa del club. De hecho, unos incidentes en la tercera ronda de la Copa del Rey hacen al equipo decidir no jugar más en La Granja y emigrar al Puntas Vela de Rota.
El 25 de noviembre, se anuncia la marcha de 'Puma' por discrepancias con la directiva, tanto por las deudas como con los campos de entrenamientos, dejando al equipo en la décima posición con 6 victorias, 3 empates y 6 derrotas. Al día siguiente, se conoce la identidad de su sustituto, el exjugador del club Francisco Higuera. El nuevo técnico empeoró los números de su predecesor y el equipo cayó a puestos de descenso, debido también a la marcha de la mayoría de la plantilla, y a tener que acabar jugando con jugadores del filial y del juvenil.
Finalmente, el 26 de abril de 2014, tras una temporada llena de problemas tanto en el ámbito económico e institucional, como en el deportivo, el Xerez pierde su partido ante el CD San Roque por 4-1, y certifica el descenso a la 1.ª Andaluza.
En agosto el club es avisado por la RFAF de que se le mantendrán los derechos federativos bloqueados (lo que no le permitiría competir en esa temporada ni al primer equipo ni a ningún otro de escalafón inferior) si no llega a un acuerdo de pago con los exjugadores y extécnicos a los que se le adeudan cerca de 200.000 euros. El plazo para dicho acuerdo se fija para el viernes 5 de septiembre a las 14:00 horas. El 4 de septiembre desde el club se anuncia que se ha llegado a un acuerdo de pago con los exjugadores con quienes se tienen deudas pendientes, pero aún no hay nada firmado. La Seguridad Social entra en juego presentándose en las oficinas del club para embargar la caja y preguntar por la situación económica. En la mañana del 5 de septiembre, tan solo unas horas antes de que finalizara el plazo estipulado, Ricardo García consigue aplazar la deuda y llega a un acuerdo con los exjugadores, por lo que el equipo puede competir en 1.º Andaluza en la temporada 2014/15. En esa temporada, el Xerez finaliza en décima posición con una primera plantilla conformada principalmente por canteranos, y obtiene la permanencia sin pasar apuros. A final de la temporada se liquidan varios equipos de la cantera con el fin de reducir gastos, teniendo en cuenta el acuerdo de filialidad firmado con el Xerez Balompié. Entre los equipos afectados se incluye el Xerez B, que había descendido de categoría.
En la noche del 6 de julio se da a conocer la noticia de que se están manteniendo conversaciones entre el Xerez CD y el Xerez Deportivo FC para unificar a ambos clubs en una sola entidad. Finalmente, tras una reunión celebrada el 14 de julio, a la que asistieron unos 100 abonados del club, se decide por votación no llevar a cabo dicha unión y salir a competir la temporada siguiente.
El 8 de julio, el hasta entonces director deportivo, Juan Pedro Ramos abandona el club para entrenar al Juvenil Nacional del Atlético Sanluqueño, y el 16 de julio lo hace el entrenador Jesús Mendoza para dirigir al Trebujena CF. El técnico sustituto para la temporada 2015/16 es Vicente Vargas.
En diciembre el club aparece en el listado de morosos a la Seguridad Social publicado por el Estado con una deuda de 10,27 millones de euros. El 24 de febrero de 2016 el Juez del Juzgado de lo Mercantil de Cádiz rechaza el primer recurso presentado por el Xerez CD con fecha de 13 de octubre para impedir la liquidación del club. 
En la jornada 33 el Xerez se enfrenta al CD Rota en La Canaleja con la intención de conseguir el ascenso a División de Honor, categoría de nueva creación para la próxima temporada. Los azulinos comienzan perdiendo el partido, pero en el minuto 63' el colegiado señala una pena máxima que transforma Isra. El 2-1 definitivo lo anota Juanma Marchante en el minuto 93' tras un mano a mano, dando el ascenso al conjunto jerezano a falta de una jornada por disputarse. 
Para temporada 2016/17 el Xerez anuncia como entrenador a Carlos Fontana, pasando Vicente Vargas a ser director deportivo de la entidad. Sin embargo, en septiembre Fontana se ve a obligado a rescindir el contrato con el Xerez por motivos familiares y de salud. Vicente Vargas vuelve entonces a ser el entrenador del primer equipo. 
La temporada comienza con el equipo perdiendo sus tres primeros partidos, y hasta prácticamente mitad de temporada no consigue meterse en los puestos altos. El Xerez acaba luchando el resto del año junto a Salerm Puente Genil, Ciudad de Lucena y Estrella de San Agustín por dos puestos de ascenso a Tercera División. Finalmente, el Xerez viaja en la última jornada a Lora del Río, donde con un empate podía obtener el ansiado ascenso a categoría nacional. Al igual que el año pasado, los azulinos comienzan por detrás en el marcador, pero en el minuto 79', Pedro Carrión asiste a Juan Benítez, que de cabeza anota el 1-1 definitivo y da el ascenso a los xerecistas. 
Tras dos ascensos consecutivos el Xerez regresa a Tercera División cuatro años después. Para esta temporada 2017/18, el club se refuerza con jugadores experimentados y de renombre en la categoría, como David Álvarez 'Polaco', Dani Hedrera o Paco Borrego. Sin embargo la temporada no empieza nada bien, y el Xerez no consigue la primera victoria hasta la jornada 7 ante la UB Lebrijana, lo que hace que ocupe los puestos de descenso en las primeras semanas. 
En octubre del 2017 se anuncia la marcha de Ricardo García y del grupo Energy del Xerez Club Deportivo. Del 55,28% de las acciones que están en su poder, el 45,24% pasa a manos de un grupo de empresarios entre los que se encuentra Luis Oliver. El 10,08% restante pasa a la asociación Afición Xerecista, un grupo de aficionados encabezados por Juan Miguel Becerra, que se encargan de la gestión del club en todas las parcelas.
Deportivamente el equipo se va asentando poco a poco en la zona media de la tabla, pero tras una mala racha en la que solo es capaz de ganar un partido de seis, el Xerez se aleja de la zona alta y vuelve a meterse en la pelea por la permanencia. Así mismo, el club se ve de nuevo inmerso en problemas económicos al no poder hacer frente a las nóminas de la plantilla. Esto conlleva que varios jugadores como 'Polaco', David Narváez o Dani Hedrera abandonen la entidad.
La mala situación deportiva hace que Vicente Vargas dimita de su cargo el 4 de febrero, tras caer derrotado por 0-2 ante el CD Cabecense. El exjugador y actual segundo entrenador, José María Barragán se pone al frente del equipo mientras se negocia la llega de un nuevo entrenador. Barragán dirige al Xerez durante cinco partidos, consiguiendo dos victorias, un empate y dos derrotas. 
Al fin, el 8 de marzo se anuncia la llegada de Juan Pedro Ramos 'El pirata' como entrenador, procedente del Jerez Industrial. Juan Pedro llega acompañado de Julio Pineda, quien dirige al Xerez en los tres primeros partidos debido a una sanción que arrastra 'El pirata'. El Xerez obtiene la permanencia en la jornada 37, al vencer al CD San Roque por 4-1. La temporada de Juan Pedro 'El pirata' se salda con un bagaje de tres victorias y seis derrotas, dejando al equipo en la posición 16.ª al finalizar la liga.
Para la temporada 2018/19 el objetivo es el de no pasar tantos apuros como el año anterior. Para ello se mantiene a Juan Pedro como entrenador, se renuevan algunos jugadores y se traen otros más veteranos. Entre los nuevos fichajes destacan varios jugadores procedentes del Atlético Sanluqueño, que la temporada anterior habían logrado el ascenso. Sin embargo, tras siete jornadas Juan Pedro es destituido tras obtener solo una victoria en siete partidos. El sustituto elegido es Nene Montero, que ya entrenó al Xerez en Segunda B en la temporada 1999/00, y donde curiosamente tuvo a Juan Pedro a sus órdenes.
El nuevo entrenador se sienta en el banquillo por primera vez nueve jornadas después de su contratación, ya que hasta entonces el club no había llegado a un acuerdo con los anteriores técnicos Juan Pedro y Julio Pineda por sus finiquitos. Mientras tanto, el equipo llega a estar en descenso en las jornadas 10 y 12. El debut oficial de Nene Montero se realiza en el derbi jerezano ante el Xerez Deportivo FC con empate a cero. Tras el partido el Xerez se coloca decimotercero a tres puntos del descenso, pero los resultados van mejorando y los azulinos llegan a encadenar ocho partidos sin perder que lo llevan hasta una cómoda novena plaza.
El 16 de enero de 2019 el club sale del proceso de liquidación judicial en el que estaba inmerso.
En la jornada 32 Nene Montero es destituido tras haber empatado cuatro de los últimos cinco partidos, tres de ellos en la misma semana. El técnico malagueño sumó ocho victorias, doce empates y cinco derrotas en esta nueva etapa en el Xerez (tres victorias, diez empates y dos derrotas desde que se pudo sentar en el banquillo). El equipo se situaba en ese momento en la décima posición a nueve puntos del descenso.
El 5 de marzo se anuncia al exjugador Antonio Calle como nuevo entrenador del primer equipo, sin embargo el entrenador madrileño acaba rescindiendo su contrato dos partidos después debido a que el Xerez no había llegado aún a ningún acuerdo con el anterior entrenador Nene Montero por el finiquito. El club disputa sus últimos partidos de la temporada sin presentar un entrenador titulado, siendo multado por ello varias veces.
El Xerez sella la permanencia matemática a falta de tres jornadas al ganar por tres a cero al CD Guadalcacín. 
El 11 de julio de 2019 se anuncia que el nuevo entrenador para la temporada 2019/20 es Juan Carlos Gómez Díaz, al que le acompaña Juan Pedro Ramos 'El pirata' como segundo. Días más tarde Luis Oliver anuncia que su grupo se aparta de la gestión deportiva, dejándola en manos de Afición Xerecista, aunque asegura seguir patrocinando económicamente al equipo.
Cuando llega el momento de comenzar la temporada, las deudas con jugadores impiden al equipo disputar el primer partido. En una semana se lograron los 130.000 euros necesarios para saldar estas deudas, destacando las aportaciones del Atlético de Madrid y Luis Oliver. El Jerez Industrial realizó un partido desinteresado para recaudar fondos, y además se obtuvieron aportaciones de empresarios y particulares. El equipo pudo salir a competir en la segunda jornada, salvándose in extremis de la más que probable desaparición y comenzando la temporada con un partido perdido añadido a una sanción de -3 puntos.

#### Década de 2020

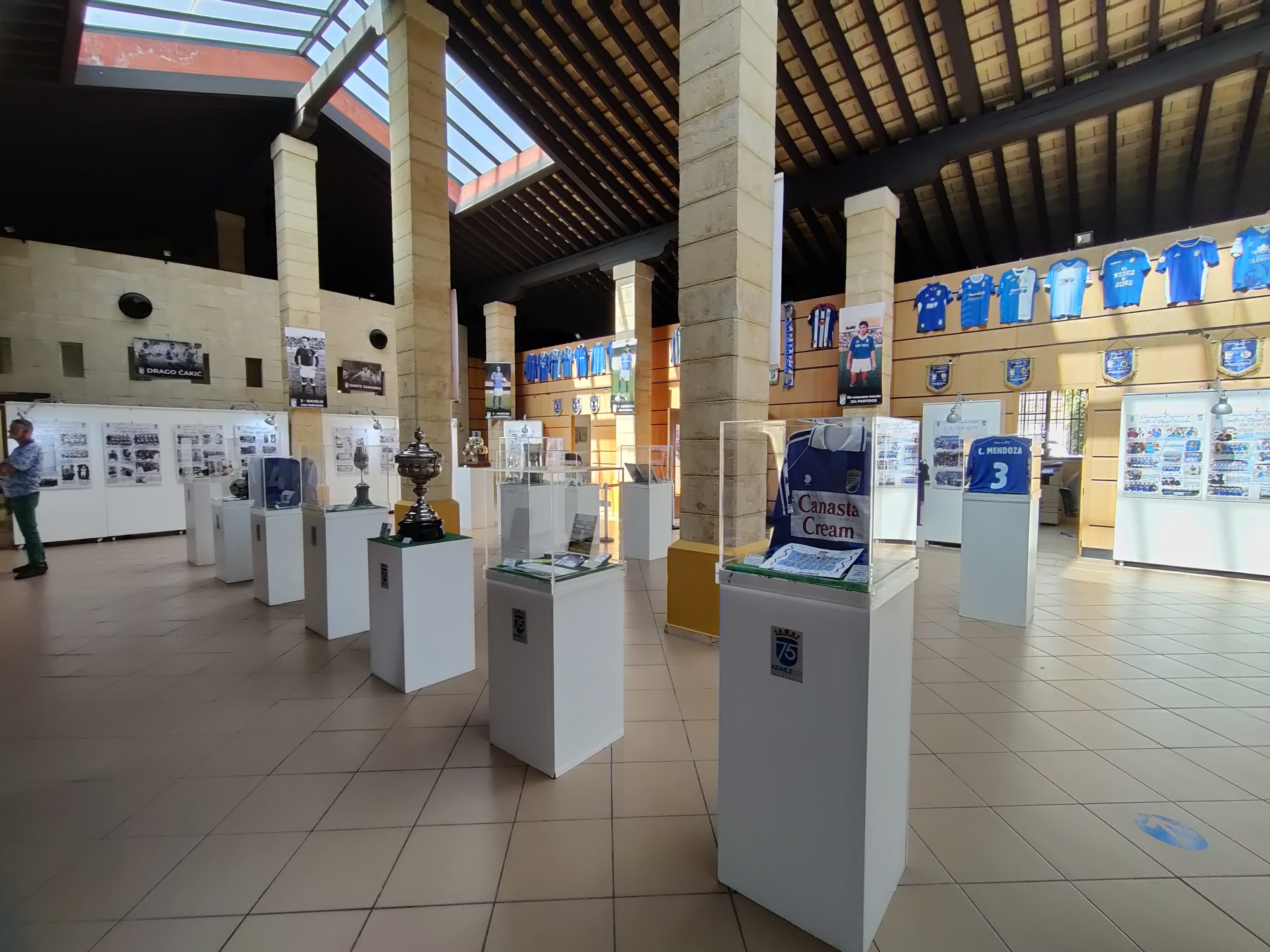
Exposición 75 aniversario

A comienzos del año 2021, con el equipo afincado en la primera posición de la tabla con varios puntos de ventaja sobre sus inmediatos perseguidores, se anuncia la destitución del entrenador, Joaquín Poveda. Más tarde se anunciaría la contratación del veleño Esteban Vigo. Dicho entrenador sería destituido pocos meses más tarde, al no lograr el objetivo del ascenso.
En 2022 el equipo celebra su 75 aniversario, con un partido contra el Cádiz CF que milita en Primera División de España.
En la temporada 2023/24 el equipo logra la gesta de ser el único equipo de las cinco grandes ligas que no encaja ningún gol tras 9 jornadas.En la jornada 33, tras vencer al CD Gerena por 2-0, el Xerez CD consigue su ascenso a Segunda RFEF de manera virtual, gracias al empate entre la AD Ceuta "B" y el CD Ciudad de Lucena.
En la temporada 2024-25, el Xerez Club Deportivo aseguró la permanencia en la categoría varias jornadas antes del final del campeonato, lo que mantuvo vivas sus opciones de disputar el play-off de ascenso a Primera Federación. Sin embargo, dichas posibilidades se diluyeron tras dejarse puntos ante equipos de la zona baja de la clasificación, como el CD Don Benito y el CF Villanovense, con quienes empató y perdió, respectivamente. En la jornada 33, tras la derrota frente al Xerez DFC, el entrenador Checa anunció que no continuaría al frente del equipo la siguiente temporada.
De cara a la temporada 2025-26, el Xerez Club Deportivo incorporó como entrenador a Diego Galiano, técnico jerezano con una dilatada trayectoria en la Segunda Federación, reconocido por su experiencia en el Atlético Antoniano.
El 27 de junio, el Xerez CD fue protagonista de una noticia destacada. tras la publicación de la lista anual de deudores de la Agencia Tributaria. Aunque la información fue difundida oficialmente por el club ese mismo día, ya había sido adelantada horas antes por el organismo fiscal. Según dicha lista, la entidad azulina había logrado una reducción sustancial de su deuda con Hacienda, que pasó de superar los ocho millones de euros en el ejercicio anterior a situarse ligeramente por encima de los dos millones en 2025, lo que supone una disminución aproximada del 85 %. Esta mejora en la situación económica del club podría acentuarse aún más en el siguiente ejercicio fiscal, ya que parte de la deuda pendiente estaría sujeta a prescripción, lo que podría reducir el importe adeudado a tan solo 400 euros.

## Símbolos

### Escudo
El escudo del Xerez Club Deportivo fue diseñado durante el verano de 1947 por Mariano Aricha de Vicente.
El escudo está claramente inspirado en el escudo de la ciudad de Jerez, ya que incorpora los mismos colores. El escudo se encuentra dividido en dos partes por una franja diagonal de fondo blanco que abarca de la esquina superior derecha a la inferior izquierda. En la parte superior izquierda se encuentra el motivo central del escudo de la ciudad de Jerez, las olas en azul en fondo de plata (blanco). En la esquina inferior derecha se encuentran entrelazadas las letras C y D en blanco con fondo azul. El escudo se encuentra coronado, al igual que el escudo de la ciudad, esta vez con una corona de cinco aspas.
En la franja diagonal se puede leer, en azul, "XEREZ". Originalmente fue diseñado con la palabra "JEREZ". La "J" fue sustituida por una "X" debido a la iniciativa del presidente Pablo Porro Guerrero, que el 21 de agosto de 1963 decide recuperar la palabra "Xerez" para hacer referencia al club del cual procede, el Xerez Fútbol Club.
El escudo recibió una segunda modificación en el año 2000, donde se cambió el tono del color, haciéndolo un poco más suave y con una saturación menor. Este cambio menor estético se realizó para que el escudo resaltará más en el azul oscuro del uniforme. Ocasionalmente el escudo suele plasmarse fuera de la equipación con el tono más oscuro original.
El 31 de mayo de 2017 se anuncia que la patente del escudo, así como el nombre "Xerez Club Deportivo" pasan a formar parte de Afición Xerecista.
En septiembre de 2020 y con motivo de un nuevo e ilusionante proyecto deportivo, el equipo de diseño y comunicación del club decide hacer un restyling del escudo, eliminando los trazos negros de su antecesor, con un aspecto más limpio y actual. También se ha adaptado a diferentes versiones, tanto positiva como negativa, para adaptarse perfectamente a cualquier formato.
|              |               |                |
| Versión Azul | Versión Negro | Versión Blanco |

### Himnos y cánticos
| Himno El himno oficial del club es el compuesto por Manuel Amezcua aunque el Xerez tiene varios cánticos e himnos más, como el Himno del 75 aniversario, el Himno de lo Hools XCD o la canción "Mi Xerez". Xerez Deportivo Con los colores del Xerez todos unidos Xerez Deportivo El corazón de la afición está contigo Xerez Deportivo Vamos arriba campeón A triunfar y a ganar Para alcanzar la gloria del mejor Para subir y conseguir Con el Xerez el más alto galardón. A ti Xerez Deportivo Por tu entrega y tu pundonor Por tu furia y tu fuerza Por tu coraje y ambición de gol Por eso todos cantamos Como si fuera una misma voz Viva el Xerez Club Deportivo Aupa y arriba campeón A ti Xerez Deportivo Por tu entrega y tu pundonor Por tu furia y tu fuerza Por tu coraje y ambición de gol Por eso todos cantamos Como si fuera una misma voz Viva el Xerez Club Deportivo Aupa y arriba campeón ¡Xerez! | Himno del 75 aniversario Para conmemorar los 75 años del Xerez Club Deportivo, el club pidió a sus aficionados que crearan sus propuestas para el Himno del 75 aniversario, quedándose con el compuesto por Manuel de Cantarote, artista Jerezano y Xerecista. Un equipo, una ciudad que es de bandera Una afición que te acompaña a donde quiera Que por ti lucha sin importar la batalla Y alza tu himno y tus colores donde vayas Azul y blanco es el compás de mis latidos Sabes que nunca nos daremos por vencido Y aunque el olvido haya ganado a la memoria Seguimos vivos y cantamos nuestra historia ¡Xerez! ¡Gol y bulería! ¡Club del alma mía! ¡Donde moriré! ¡Xerez! ¡Aunque pase el tiempo! ¡Más que un sentimiento, que no abandoné! ¡Xerez! ¡Gol y bulería! ¡Club del alma mía! ¡Donde moriré! ¡Xerez! ¡Aunque pase el tiempo! ¡Más que un sentimiento, que no abandoné! Llenos de orgullo defendemos nuestro escudo Yo sigo fiel porque Xerez tan solo hay uno Club Deportivo, símbolo de nuestra tierra A ti te animo aunque ganes o aunque pierdas Xerez contigo seguiré cumpliendo años En ti confío, siempre seguiré animando Eres equipo que al destino desafía Lucha con garra, no te rindas todavía ¡Xerez! ¡Gol y bulería! ¡Club del alma mía! ¡Donde moriré! ¡Xerez! ¡Aunque pase el tiempo! ¡Más que un sentimiento, que no abandoné! ¡Xerez! ¡Gol y bulería! ¡Club del alma mía! ¡Donde moriré! ¡Xerez! ¡Aunque pase el tiempo! ¡Más que un sentimiento, que no abandoné! ¡Xerez! ¡Gol y bulería! ¡Club del alma mía! ¡Donde moriré! ¡Xerez! ¡Aunque pase el tiempo! ¡Más que un sentimiento, que no abandoné! | Himno del X Aniversario Hools Xerez CD El grupo de animación "Hools XCD", en honor a los 10 años desde su fundación y apoyo al club, decidieron sacar su propio himno en colaboración con "El Pirata". Después de diez años Seguimos aquí luchando Te juré amor eterno En las puertas del infierno Aquí estuvimos, aquí estamos y aquí estaremos En las buenas, en las malas y en las peores Mil días de borrachera Noches enteras sin descansar Por defender nuestro equipo Siempre al borde del delíto Corduras con colgaeras El mismo escudo tatuado en la piel Y hasta el día en que me muera Esos colores defenderé De Jerez de la Frontera Puros como la Paquera Que nunca pasa de moda Igualito que las drogas Nos dicen yonkis gitanos Y pa' nosotros es un alago En las buenas y en las malas Como hinchada nos la maman ¡Somos los Hools el alma de este equipo! ¡Sangre azul, Xerez Club Deportivo! Tienes que ganar Y la vamos a liar ¡Somos los Hools el alma de este equipo! ¡Sangre azul, Xerez Club Deportivo! Tienes que ganar Y la vamos a liar Mil horas de carretera Jamás te abandonaría Recordaré estas palabras Que son pa' toda la vida Toxicamente adictivos Incansables luchadores Levantaré tu bandera Sin peros ni condiciones De Jerez de la Frontera Puros como la Paquera Que nunca pasa de moda Igualito que las drogas Nos dicen yonkis gitanos Y pa' nosotros es un alago En las buenas y en las malas Como hinchada nos la maman ¡Somos los Hools el alma de este equipo! ¡Sangre azul, Xerez Club Deportivo! Tienes que ganar Y la vamos a liar ¡Somos los Hools el alma de este equipo! ¡Sangre azul, Xerez Club Deportivo! Tienes que ganar Y la vamos a liar Que escandalera cuando no llega el gol Y los Hools te aceleran Te empujan, te animan Te cantan, te llevan Rompiendo gargantas de jerezanas maneras Hasta quemar la cartera Vaya puta escandalera... | Mi Xerez Homenaje a la afición del Xerez C. D. Una canción de Los Killoque y Jose Monje con la colaboración del Pirata y de los veteranos del Xerez. Grabada en los estudios La Bodega. Con la Guitarra de José Ignacio Franco, la producción edición y percusión de Cristóbal Leiva "lele" y la producción ejecutiva de Santi Cordero y Manuel Martínez. Desde niño se pone la camiseta En el pecho va su escudo y su bandera Por las calles de Jerez va caminando Hasta Chapín para cumplir una promesa Orgulloso de sentirse xerecista Con la cabeza bien alta Como su padre le enseñó Desde el cielo sabe que el está mirando Dando fuerzas y apoyando A su equipo campeón Mi Xerez, ole, con ole, y ole Ole, con ole, y ole Mi Xerez Club Deportivo La ciudad y la afición está orgullosa Siempre contigo en la victoria y en la derrota Animando hasta romperse la garganta Todos unidos alcanzaremos la gloria Xerecista hasta el día que me muera En segunda o en primera Aquí siempre estaré yo Más que un equipo mi xerez es un sentimiento Lo digo como lo siento Me sale del corazón Mi Xerez, ole, con ole, y ole Ole, con ole, y ole Mi Xerez Club Deportivo |

## Estadio

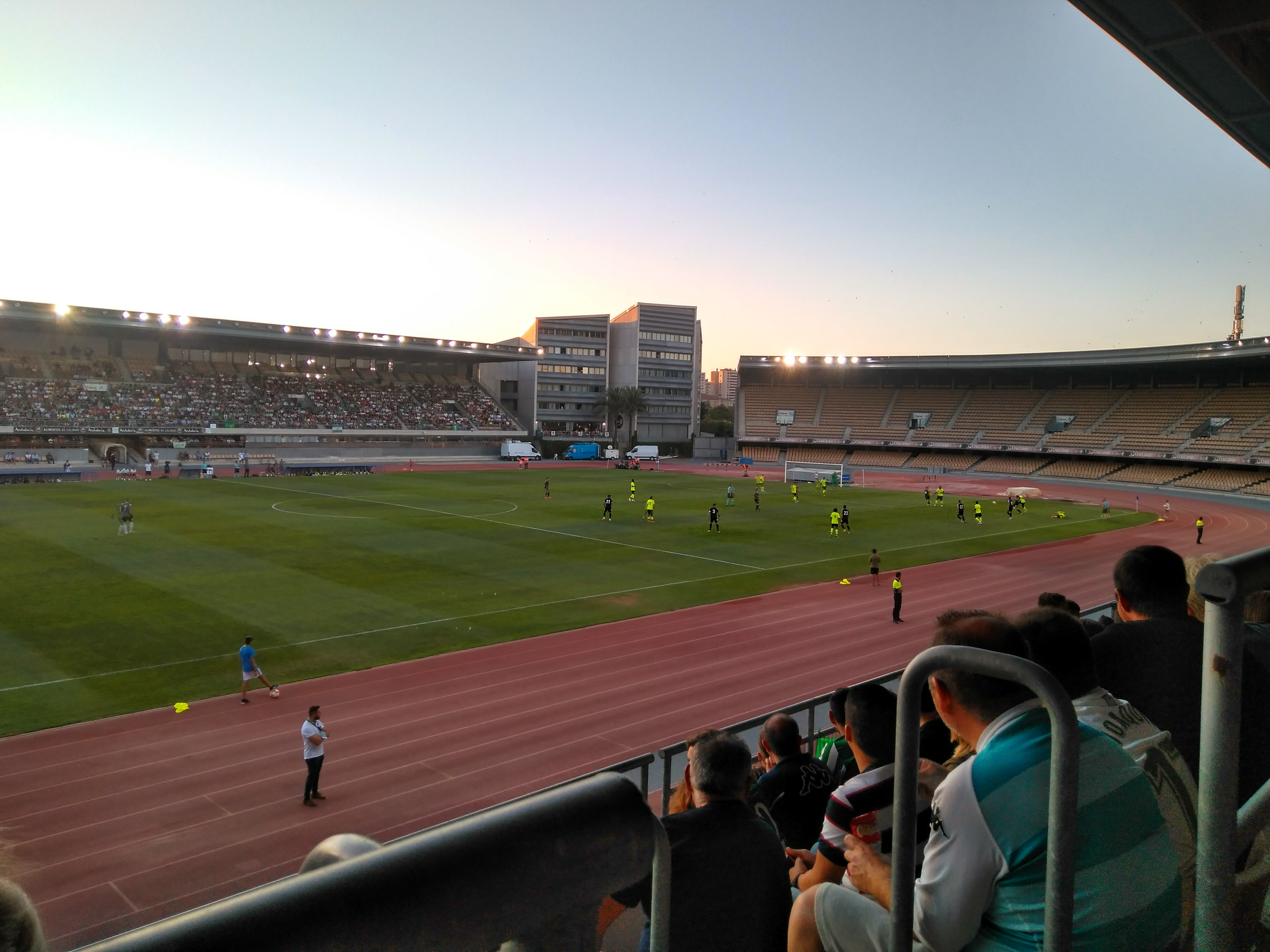
Estadio Municipal de Chapín.

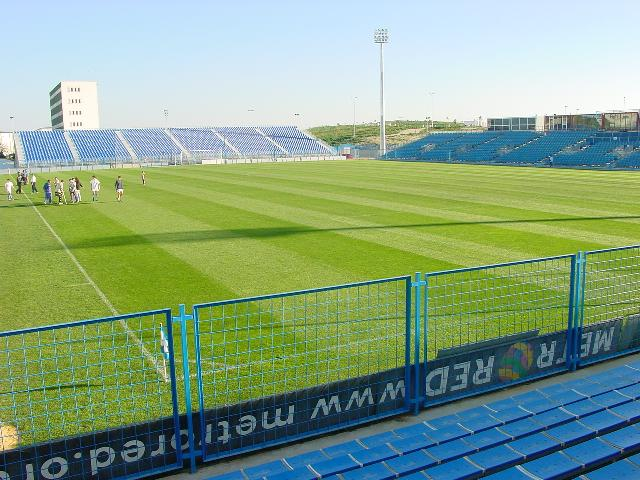
Estadio de la Juventud.

El Xerez Club Deportivo disputó sus primeros encuentros en el antiguo Estadio Domecq, que compartía con el Jerez Industrial CF. En 1988, el club se trasladó al recién construido Estadio Municipal de Chapín, que fue inaugurado con un partido frente al Real Madrid.
A partir de la temporada 2013-14, y como consecuencia de la aplicación de la Ordenanza Reguladora por la Realización de Actividades en Instalaciones Deportivas Municipales, el club encontró dificultades para utilizar las instalaciones municipales de la ciudad. Esta situación obligó al equipo a vivir una etapa de exilio deportivo, entrenando y compitiendo en diversos estadios de la provincia. Durante ese periodo, el Xerez disputó encuentros en campos jerezanos como La Juventud, La Canaleja, La Granja, El Torno y Picadueñas, entre otros.
La temporada 2017-18 fue especialmente inestable, con el club actuando como local hasta en siete estadios distintos: Chapín, La Juventud, El Palmar (Sanlúcar de Barrameda), Antonio Fernández Marchán (Guadalcacín), Andrés Chacón (La Barca de la Florida), Municipal Sánchez Portella (Torrecera) y el Municipal de El Torno (El Torno).
En 2021, el Xerez regresó de forma definitiva al Estadio Municipal de Chapín, donde juega actualmente gracias al notable crecimiento de su masa social y al fortalecimiento institucional del club.

### Chapín
Sin embargo, desde 1988 hasta 2014, el Xerez disputó sus partidos como local en el Estadio Municipal de Chapín. El estadio fue inaugurado en 1988, con una capacidad para 20.523 espectadores. El partido de estreno fue un encuentro entre el Xerez y el Real Madrid. Sus dimensiones son de 105x68 metros.
Una de las gradas con más afluencia de público era Preferencia. Esta solía llenarse desde la zona superior, pero carecía del ambiente del Fondo Sur. La Tribuna era frecuentada por personas conocidas en Jerez. Allí también se localiza el palco presidencial, los palcos vip y las cabinas de radiotransmisión. La zona con mayor escasez de afluencia era Fondo Norte. La cuarta grada del estadio es la del Fondo Sur, la cual no estaba numerada por petición de los aficionados, ya que era esta grada la que más afluencia y ambiente tenía. Solía llenarse tanto arriba como abajo en partidos importantes, pero debido al ascenso a Primera División, esta grada fue numerada, al igual que fondo norte, para cumplir la normativa.
A este estadio polideportivo se le achaca un inconveniente importante: la dificultad de visión de los espectadores debido la distancia de separación entre el graderío y el césped, a causa de la presencia de las pistas de atletismo. Siempre se han estado barajando posibles soluciones a este problema. En octubre de 2006 se planeó una reforma que consistía en eliminar las pistas de atletismo, continuando las gradas altas de Preferencia y Tribuna, y creando dos fondos nuevos. El aspecto exterior del estadio no sufriría variación alguna, pero no se llegó a aprobar su realización. Tras el ascenso xerecista, se aprobó una grada supletoria para la zona de tribuna, ya que tiene una visibilidad reducida por los banquillos, aumentando el número de localidades disponibles. En un principio se contempló el uso de estas gradas para los partidos más importantes, como las visitas de Real Madrid o FC Barcelona, pero finalmente se mantuvieron durante toda la temporada, aunque en las últimas jornadas el Ayuntamiento pidió su retirada con motivo de la celebración de las olimpiadas escolares celebradas anualmente en el estadio. Para la temporada 2010/11, se dejó libre la zona de comentaristas de tribuna alta, que estaba en tribuna baja desde la temporada anterior, y se ocupó con asientos para los aficionados.
Tras varios años jugando en distintos estadios de la provincia debido a restricciones municipales, el Xerez Club Deportivo regresó definitivamente al Estadio Municipal de Chapín en el año 2021, donde continúa disputando sus partidos como local hasta la actualidad.

### Otros estadios
Hasta el año 1988, fecha en que se inaugura el Estadio de Chapín, el equipo jugaba en el Estadio Domecq, donde ahora se encuentra una zona residencial, actual Parque Stadium, cerca de la Plaza del Caballo.
Durante la temporada 2001-02, mientras el Estadio Municipal de Chapín se remodelaba de cara a los juegos ecuestres de 2002, el Xerez jugó en otros estadios como el "Estadio El Palmar" en Sanlúcar de Barrameda o "Bahía Sur" de San Fernando. Finalmente regresó a Jerez para jugar primero en el remodelado Estadio de la Juventud y por último al de Chapín.

## Uniforme
En sus primeros años, el Xerez vestía una camiseta azul y pantalones blancos, combinación que rápidamente se consolidó como la identidad visual del equipo. El azul, color principal desde su fundación, refleja el vínculo con la ciudad de Jerez de la Frontera y ha perdurado como símbolo del club a lo largo de las décadas. Aunque el diseño del uniforme ha experimentado variaciones estéticas —como el tono del azul, el tipo de cuello o los detalles en las mangas—, la esencia se ha mantenido fiel a sus orígenes. Esta equipación clásica ha acompañado al Xerez en sus momentos más emblemáticos, tanto en categorías regionales como en el fútbol profesional.
Desde la temporada 2022-23, el Xerez viste equipaciones de la marca alemana Adidas, gracias a un acuerdo gestionado por la empresa Smartketing, encargada de la estrategia comercial del club. Esta colaboración supuso un salto de calidad en la imagen del equipo, manteniendo la tradicional camiseta azul con un diseño moderno que incorpora las características tres franjas de la firma en hombros y mangas. El cambio marcó una nueva etapa en la identidad visual del club, uniendo tradición y proyección de marca.
- Local: Camiseta azul con cuello caja, mangas blancas y detalles blancos en los laterales. Hombros con las tres franjas de Adidas en azul. Escudo del club y logotipos de patrocinadores en blanco en la parte frontal. Pantalón blanco con inserciones laterales en azul y escudo en una pierna. Medias azul marino con vuelta de franjas blancas y refuerzos en gris en la planta.

- Visitante: Camiseta negra con una banda diagonal blanca que cruza el pecho de izquierda a derecha, cuello caja en color dorado, hombros con las tres franjas de Adidas en dorado y mangas blancas con detalles laterales en dorado. Escudo monocromático en blanco sobre fondo negro y patrocinadores también en blanco. Pantalón negro con detalles laterales dorados, numeración y escudo en blanco. Medias negras con refuerzos grises en el pie y vuelta dorada con franjas blancas.

- Alternativa: Camiseta naranja con patrón de líneas diagonales en marca de agua, hombros y cuello tipo pico en negro, y tres franjas naranjas sobre fondo negro en los hombros. Escudo monocromático en negro, al igual que los logotipos de los patrocinadores. Pantalón naranja con detalles en negro, incluyendo escudo, patrocinadores y logotipo de Adidas. Medias naranjas con vuelta de franjas negras y refuerzos grises en la planta.

- Portero: Camiseta de manga larga en color amarillo fluorescente con un patrón gráfico multicolor en tonos rosa, naranja y verde claro, cuello en pico y hombros con las tres franjas de Adidas en naranja. Escudo monocromático y patrocinadores en negro. Pantalón a juego en amarillo fluorescente con paneles laterales verde claro y detalles en naranja, incluyendo logotipo de Adidas y escudo del club en negro.

### Evolución
A lo largo de la historia del club azulino, la elástica del conjunto jerezano ha sufrido varias modificaciones hasta el diseño actual.
| 1947 | 2010-11 | 2012-13 | 2018-19 | 2022-23 | 2023-24 | 2024-25 |

## Datos del club
- Dirección: C/ Laguna de Gallocanta, 20. 11406

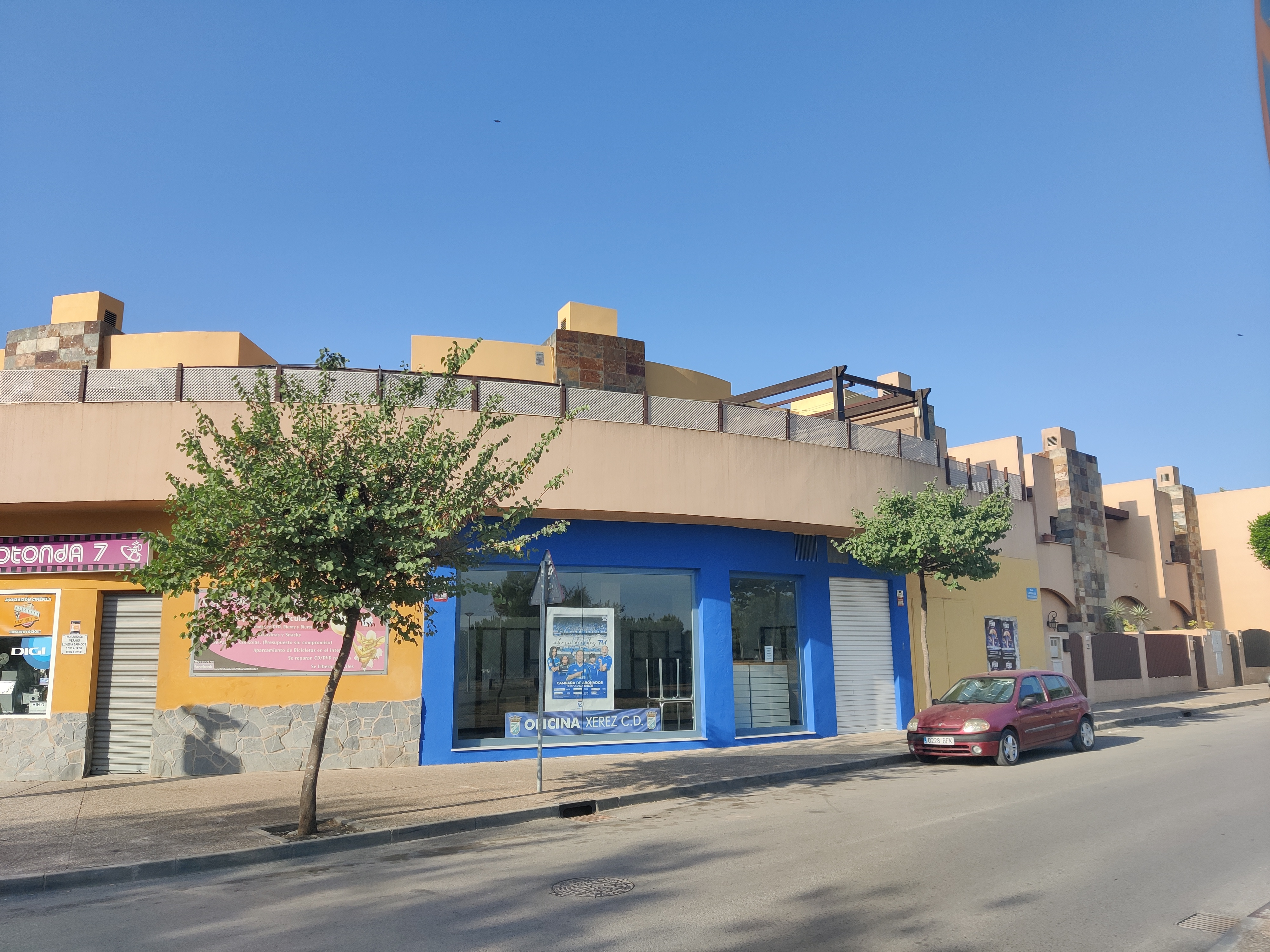
Tienda y sede del club.

- Colores: Azul y blanco
- Firma Deportiva: Adidas

### Abonados
En la temporada 2009/10 se alcanzó el máximo histórico de abonados, con un total de 16.216 abonados, debido al ascenso del equipo a Primera División de España por primera vez. El descenso producido esa temporada no impidió que se registraran grandes cifras en la temporada 2010/11, pues el club alcanzó los 11.059 abonados, una cifra mucho mayor que la de campañas anteriores, en las que el club no alcanzaba los 8.000 abonos. 
El 1 de enero de 2024, Juan Luis Gil anunciaba que el club había sobrepasado la cifra de los 3000 abonados en la campaña 2023-24
La temporada 2024-25 marcó el debut del Xerez CD en Segunda RFEF, con un notable respaldo social al superar los 5.000 abonados.

### Datos deportivos
Actualizado en la Temporada 2025-26.
- Temporadas en 1.ª: 1
- Temporadas en 2.ª: 33[n 1]
- Temporadas en 1ª RFEF: 0
- Temporadas en 2.ª B / 2ª RFEF: 19
- Temporadas en 3.ª / 3ª RFEF: 29
- Temporadas en Regional Preferente: 4
- Mejor puesto en la liga: 20.º (Primera División de España, temporada 09-10)
- Peor puesto en la liga: 22.º (Segunda División de España, temporada 12-13)
- Puesto clasificación histórica de la Liga : 58.
- Mejor resultado en 1.ª: 3-0 (Valladolid, 09/10)
- Mayor goleada encajada en 1.ª: 5-0 (Real Madrid, 09/10)
- Mayor goleada encajada en 2.ª: 7-0 (Real Jaén, 51/52)
- Máximo goleador: Pepe Agar, 90 goles (47/48 a 53/54) [137]
- Más partidos disputados: Jesús Mendoza, 432 partidos (1999/2000 a 2012/13); Vicente Moreno, 412 partidos (00/01 a 10/11); José Ravelo, 348.[138]

1. ↑   del Xerez CD (25).

#### Partidos históricos en Primera División

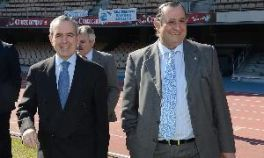
Antonio Millán (izq.) y Joaquín Bilbao (der.), expresidentes.

| Temporada | Jornada | Local              | Resultado | Visitante       | Estadio          | Notas                                                           |
| --------- | ------- | ------------------ | --------- | --------------- | ---------------- | --------------------------------------------------------------- |
| 2009/10   | 1.ª     | Mallorca           | 2-0       | Xerez           | Ono Estadi       | Debut del Xerez en Primera División                             |
| 2009/10   | 7.ª     | Xerez              | 2-1       | Villarreal      | Chapín           | Primera victoria del Xerez en Primera División                  |
| 2009/10   | 15.ª    | Xerez              | 0-2       | Barcelona       | Chapín           | Primera visita oficial del Barcelona al Xerez.                  |
| 2009/10   | 22.ª    | Xerez              | 0-3       | Real Madrid     | Chapín           | Primera visita oficial del Real Madrid al Xerez.                |
| 2009/10   | 25.ª    | Málaga             | 2-4       | Xerez           | La Rosaleda      | Primera victoria del Xerez como visitante en Primera División.  |
| 2009/10   | 29.ª    | Xerez              | 3-0       | Real Valladolid | Chapín           | Mejor resultado del Xerez en Primera División.                  |
| 2009/10   | 32.ª    | Atlético de Madrid | 1-2       | Xerez           | Vicente Calderón | Victoria del Xerez ante uno de los grandes de Primera División. |
| 2009/10   | 38.ª    | Osasuna            | 1-1       | Xerez           | Reyno de Navarra | Descenso a Segunda División                                     |

## Presidentes del club
- 24/09/1947 a 28/06/1948: Sixto de la Calle Jiménez
- 29/06/1948 a 13/07/1949: Luis Soto Domecq
- 14/07/1949 a 01/03/1951: Antonio Rueda Muñiz
- 02/03/1951 a 15/05/1952: Sixto de la Calle Jiménez
- 16/05/1952 a 25/05/1954: Alberto Duran Tejera
- 26/05/1954 a 01/03/1956: Rafael Cáliz Garrido
- 02/03/1956 a 08/06/1959: José Benítez López
- 09/06/1959 a 23/06/1959: Francisco Paz Genero
- 24/06/1959 a 02/06/1960: Jesús Grandes Pérez
- 03/06/1960 a 20/08/1961: Manuel Santolalla Romero-Valdespino
- 21/08/1961 a 26/07/1963: Pablo Porro Guerrero
- 27/07/1963 a 17/02/1964: Francisco Paz Genero
- 18/02/1964 a 31/05/1966: Pablo Porro Guerrero
- 01/06/1966 a 29/06/1966: Rafael Cáliz Garrido
- 30/06/1966 a 21/07/1967: Heriberto Solinís Solinís
- 22/07/1967 a 10/09/1968: Manuel Robles Cordero[139]
- 11/09/1968 a 21/11/1971: Andrés Reyes Zambrano[140]
- 22/11/1971 a 15/07/1972: José García Núñez[140]
- 1980 - 1984: Manuel Riquelme Ruiz:[141]
- 29/04/1989 a 28/09/1992: Heliodoro Huarte Gorría[142]
- 29/04/1992 a 15/05/1997: Pedro Pacheco Herrera[143]
- 15/05/1997 a 30/04/2002: Luis Oliver Albesa[144]
- 30/04/2002 a 21/06/2004: José María Gil Silgado[145]
- 22/06/2004 a 22/12/2008: Joaquín Morales Domínguez[146]
- 22/12/2008 a 19/03/2009: Joaquín Bilbao Nadal[147][47]
- 19/03/2009 a 03/12/2009: Carlos de Osma[148][47]
- 15/01/2010 a 03/06/2010: Federico Souza[58][149]
- 18/01/2011 a 13/01/2012: Antonio Millán Garrido[150]
- 13/01/2012 a 15/02/2012: Jesús Gómez Martos[71][73]
- 16/02/2012 a 01/07/2013: Rafael Mateos[73][151]
- 04/07/2013 a 06/03/2024: Ricardo García Sánchez
- 06/03/2024 a Actualidad: Juan Luis "Titín" Gil Zarzana[152]

## Palmarés

### Torneos oficiales
| Competición nacional (9 títulos)              | Títulos                                                  | Subcampeonatos |
| --------------------------------------------- | -------------------------------------------------------- | -------------- |
| Segunda División de España                    | 2008-09                                                  |                |
| Segunda División "B" de España / Segunda RFEF | 1981-82, 1985-86 (2)                                     |                |
| Tercera División de España / Tercera RFEF     | 1952-53, 1959-60, 1964-65, 1966-67, 1970-71, 2023-24 (6) |                |

| Competición regional (4 títulos) | Títulos              | Subcampeonatos |
| -------------------------------- | -------------------- | -------------- |
| Regional Preferente              | 1947-48, 1948-49 (2) |                |
| Copa RFEF Autonómica             | 2020-21              |                |
| Copa Federación Andaluza         | 1955-56              | 1954-55        |
| Copa RFAF                        |                      | 2021-22        |

### Torneos amistosos
| Torneos amistosos           | Campeón                                                                     |
| --------------------------- | --------------------------------------------------------------------------- |
| Trofeo de la Vendimia       | 1955, 1957, 1958, 1963, 1980, 1981, 1984, 2006, 2009 (9)                    |
| Trofeo Ciudad del Puerto    | 1983, 1984, 1988, 1989, 1990, 1996, 2001, 2006, 2019, 2022, 2024, 2025 (12) |
| Trofeo Ciudad de Mérida     | 2007                                                                        |
| Trofeo Los Cármenes         | 2009                                                                        |
| Trofeo de la Sal            | 2011                                                                        |
| Trofeo Rafa Verdú           | 2020, 2021 (2)                                                              |
| Trofeo Feria de la Vendimia | 2020, 2024 (2)                                                              |

## Entrenadores
A lo largo de su historia, el Xerez ha tenido multitud de entrenadores, alternando hombres de la casa (como Carlos Orúe o Manolo Ruiz) y otros de fama mundialmente reconocida, como Bernd Schuster o Esteban Vigo, siendo estos últimos los de mayor éxito en la entidad azulina. Los últimos entrenadores del Xerez en el siglo XXI han sido los siguientes:
| Nombre                        | Años              |
| ----------------------------- | ----------------- |
| Pedro Buenaventura            | 1998              |
| José Enrique Díaz             | 1998              |
| Campillo                      | 1999              |
| Nene Montero                  | 1999 - 2000       |
| Gail                          | 2000              |
| Máximo Hernández              | 2001              |
| Bernd Schuster                | 2001 - 2003       |
| Manolo Ruiz (interino)        | 2003              |
| Carlos Orúe                   | 2003              |
| Esteban Vigo                  | 2003- 2004        |
| Manolo Ruiz (interino)        | 2004              |
| Paco Chaparro                 | 2004 - 2005       |
| Enrique Martín                | 2005              |
| Lucas Alcaraz                 | 2005 - 2006       |
| Pepe Murcia                   | 2006 - 2007       |
| Miguel Ángel Rondán           | 2007              |
| Antonio Méndez (interino)     | 2007              |
| Juan Martínez Casuco          | 2007 - 2008       |
| Esteban Vigo                  | 2008 - 2009       |
| José Ángel Ziganda            | 2009 - 2010       |
| Antonio Poyatos (interino)    | 2010              |
| Néstor Gorosito               | 2010              |
| Javi López                    | 2010 - 2011       |
| Juan Merino                   | 2011              |
| Vicente Moreno                | 2011 - 2012       |
| Esteban Vigo                  | 2012              |
| Carlos Ríos                   | 2013              |
| David Vidal                   | 2013              |
| Paco Peña                     | 2013              |
| Antonio Manuel Racero Cabello | 2013              |
| Francisco Higuera             | 2013 - 2014       |
| Paco Peña                     | 2014              |
| Jesús Mendoza                 | 2014 - 2015       |
| Vicente Vargas                | 2015 - 2016       |
| Carlos Fontana                | 2016              |
| Vicente Vargas                | 2016 - 2018       |
| Juan Pedro Ramos              | 2018              |
| Nene Montero                  | 2018 - 2019       |
| Antonio Calle                 | 2019              |
| Juan Carlos Gómez Díaz        | 2019 - 2020       |
| Joaquín Poveda                | 2020 - 2021       |
| Esteban Vigo                  | 2021              |
| Emilio Fajardo                | 2021 - 2022       |
| Paco Peña                     | 2022              |
| Juan Carlos Gómez Díaz        | 2022 - 2023       |
| Juan Pedro Ramos              | 2023              |
| Checa                         | 2023 - 2025       |
| Diego Galiano                 | 2025 - Actualidad |

## Cantera
Al final de la temporada 2014/15 y con el fin de reducir gastos debido a la mala situación económica del club, el Xerez suprime la mayor parte de su cantera, manteniendo únicamente un equipo Juvenil. Entre los equipos que desaparecen se encuentra el Xerez B, que esa misma temporada había descendido de categoría. Paralelamente se anuncia un acuerdo de filialidad con el Xerez Balompié.
Desde la temporada 2017/18 varios equipos pertenecientes a la asociación Afición Xerecista CD, actúan como cantera del Xerez Club Deportivo. De cara a la temporada 2019/20, se anuncia la intención de aumentar el número de equipos de la cantera con cuatro nuevos equipos: escuela (bebé), benjamín, alevín y infantil, además de un equipo sénior femenino y una sección de fútbol sala.
En la temporada 2023/24, el Xerez Club Deportivo comunica que la entidad gestionará sus propios equipos de fútbol base, aprobando el nuevo plan estratégico llamado, Cantera Xerez CD. Del mismo modo, el equipo mantendrá el convenio de filialidad con Afición Xerez CD para un mayor enriquecimiento, con la idea de conseguir volver a potenciar el fútbol base jerezano.

## Rivalidades
Cádiz CF
 Xerez DFC
 Córdoba CF
 Recreativo de Huelva
 Málaga CF
 Jerez Industrial (anteriormente)

## Organigrama deportivo

### Plantilla 2025-26
A continuación se detalla la plantilla de la temporada 2025-26. La procedencia de los jugadores indica el anterior club que poseía los derechos del jugador, pese a que este proceda de otro club cedido, en caso de ya pertenecer al Xerez Club Deportivo.

### Altas y bajas 2025-26
Las altas y bajas producidas en el Xerez Club Deportivo para la temporada 2025-26 en Segunda Federación han sido las siguientes: 

#### Altas
| Altas               |                    |          |                      |       |       |
| Jugador             | Nacionalidad       | Posición | Procedencia          | Tipo  | Coste |
| Felipe Chacartegui  | Bandera de España  |          | Atlético Antoniano   | Libre |       |
| Ismael Gutiérrez    | Bandera de España  |          | Linares Deportivo    | Libre |       |
| Guille Campos       | Bandera de España  |          | Atlético Antoniano   | Libre |       |
| Jaime López         | Bandera de España  |          | Atlético Antoniano   | Libre |       |
| Javi Rodríguez      | Bandera de España  |          | Atlético Antoniano   | Libre |       |
| Zelu                | Bandera de España  |          | Recreativo de Huelva | Libre |       |
| Franco Jr.          | Bandera de España  |          | Orihuela CF          | Libre |       |
| Mati Castillo       | Bandera de España  |          | CD Estepona          | Libre |       |
| Ángel de la Calzada | Bandera de España  |          | San Fernando CDI     | Libre |       |
| Ángel Mancheño      | Bandera de España  |          | AD Ceuta "B"         | Libre |       |
| Moisés Rodríguez    | Bandera de España  |          | Ourense CF           | Libre |       |
| Leo Vázquez         | Bandera de España  |          | Recreativo Granada   | Libre |       |
| Guido Fernández     | Bandera de España  |          | Coruxo FC            | Libre |       |
| Moussa Sissokho     | Bandera de Senegal |          | AD Ceuta "B"         | Libre |       |
| Jaime Fuentes       | Bandera de España  |          | Girona FC Juvenil    | Libre |       |

#### Bajas
| Bajas             |                              |          |                      |               |         |  |
| Jugador           | Nacionalidad                 | Posición | Destino              | Tipo          | Ingreso |  |
|                   |                              |          |                      |               |         |  |
| Taufek            | Bandera de España            |          | AD Ceuta             | Fin de cesión | --      |  |
| Diego Domínguez   | Bandera de España            |          | RB Linense           | Libre         | --      |  |
| Isma Gil          | Bandera de España            |          | RSD Alcalá           | Libre         | --      |  |
| Geovanni Barba    | Bandera de España            |          | St. Joseph's FC      | Libre         | --      |  |
| David Santisteban | Bandera de España            |          | Deportiva Minera     | Libre         | --      |  |
| Miguel Reina      | Bandera de España            |          | Dos Hermanas CF 1971 | Libre         | --      |  |
| Iago Díaz         | Bandera de España            |          | SD Sarriana          | Libre         | --      |  |
| Ramón García      | Bandera de España            |          | Conil CF             | Libre         | --      |  |
| Javi Misffut      | Bandera de España            |          | UD Castellonense     | Libre         | --      |  |
| Paco Torres       | Bandera de España            |          | Deportiva Minera     | Libre         | --      |  |
| Adolfo Romero     | Bandera de España            |          | CD Alcoyano          | Libre         | --      |  |
| Armengol          | Bandera de Guinea Ecuatorial |          | AD Ceuta "B"         | Libre         | --      |  |
| Adri Valiente     | Bandera de España            |          | RB Linense           | Cesión        | --      |  |
| Dani Lidueña      | Bandera de España            |          | CD Utrera            | Libre         | --      |  |

## Trofeo de la Vendimia

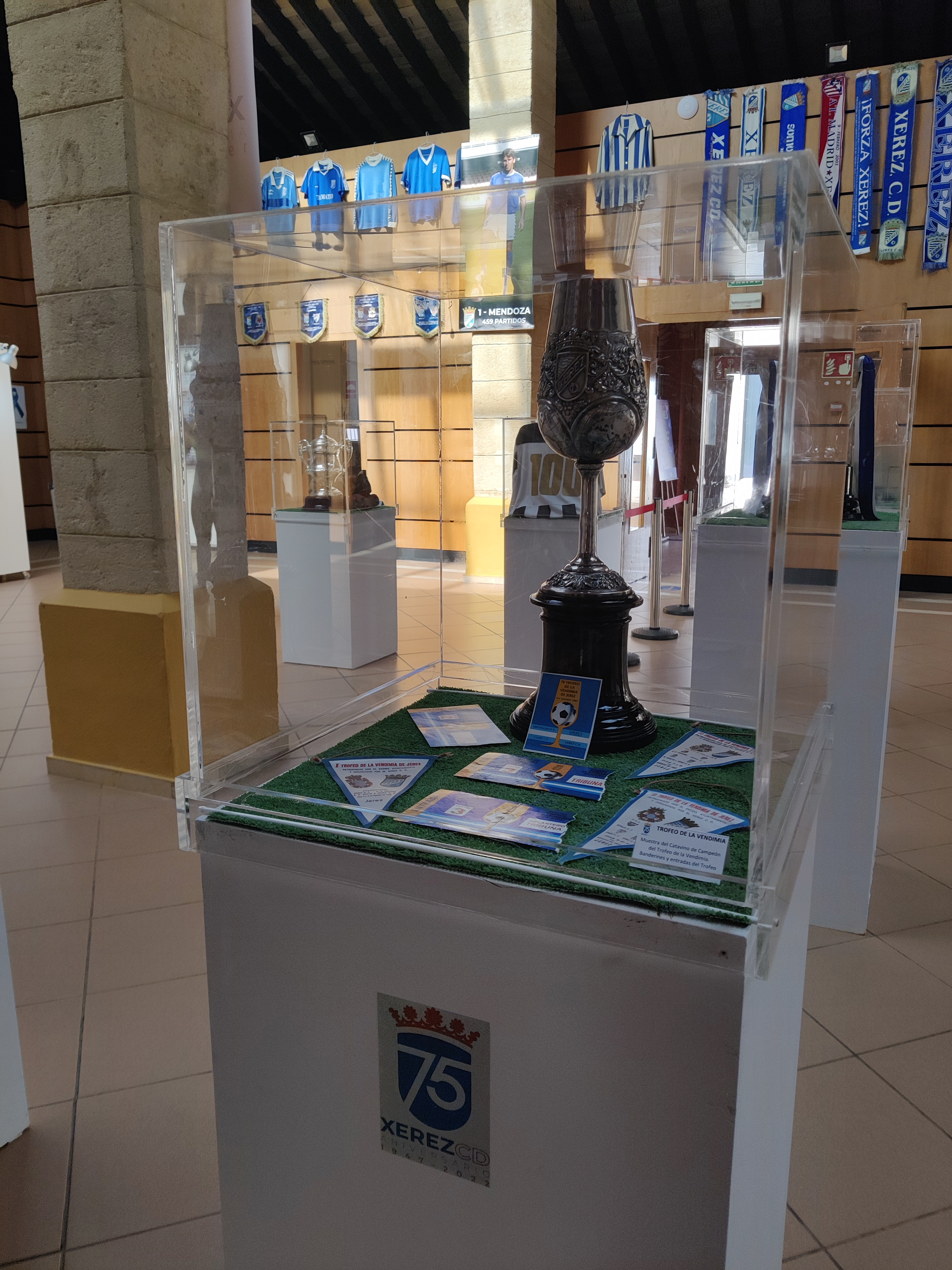
Trofeo

Este trofeo se jugó por primera vez el 7 de septiembre de 1952, partido disputado en el antiguo Estadio Domecq ante el FC Barcelona. A partir de ahí han sido muchos los equipos de buena talla los que han disputado este trofeo que llegó a perderse en temporadas posteriores. Después del Trofeo Teresa Herrera de La Coruña es el más antiguo de los celebrados en toda la geografía española.
A partir de 2014, el Xerez DFC se hace con los derechos del mismo al registrar su patente. En 2015 el Xerez CD pasa a celebrar el "Trofeo Rafa Verdú" en reconocimiento a su Presidente de Honor y posteriormente el año 2020 el Xerez C.D presenta el Trofeo Feria de la Vendimia.